# 8 grudnia
8 grudnia jest 342. (w latach przestępnych 343.) dniem w kalendarzu gregoriańskim. Do końca roku pozostaje 23 dni.

## Święta
- Imieniny obchodzą: Alojzy, Apollo, Boguwola, Edyta, Elfryda, Euchariusz, Euchary, Hildemar, Makary, Maria, Narcyza, Patapiusz, Potapiusz, Romaryk i Świedarg
- Buddyzm – Dzień Oświecenia Buddy – najważniejsze buddyjskie święto w roku
- Bułgaria – Dzień Studenta
- Falklandy – rocznica bitwy koło Falklandów
- Guam – Dzień Matki Bożej z Camarin
- Panama – Dzień Matki
- Polska – Dzień Kupca[1] wzgl. Święto Kupiectwa Polskiego[2] (w dzień wspomnienia Matki Bożej Niepokalanie Poczętej, zwanej „Matką Bożą Kupiecką”)[3]
- Uzbekistan – Święto Konstytucji
- Wspomnienia i święta w Kościele katolickim[4][5]:
  - Niepokalane Poczęcie Najświętszej Maryi Panny (dzień wolny w wielu katolickich krajach)
  - Św. Euchariusz (pierwszy biskup Trewiru)
  - św. Eutychian (papież)
  - św. Romaryk (opat)

## Wydarzenia w Polsce
- 1201 – Henryk I Brodaty został księciem wrocławskim.
- 1268 – Dokumentem księcia Bolesława V Wstydliwego osada targowa Koprzywnica uzyskała prawa miejskie na prawie magdeburskim.
- 1396 – Został oficjalnie erygowany klasztor brygidek w Gdańsku.
- 1432 – Wyznaczony przez króla Władysława II Jagiełłę do sprawowania władzy na Litwie Zygmunt Kiejstutowicz stoczył pod Oszmianą zwycięską bitwę ze Świdrygiełłą, roszczącym sobie prawo do władzy i spiskującym z Krzyżakami.
- 1474 – Wojna polsko-węgierska: we Wrocławiu został podpisany rozejm pomiędzy królem Kazimierzem IV Jagiellończykiem i królem Czech Władysławem II Jagiellończykiem, a królem Węgier Maciejem Korwinem.
- 1506 – Zygmunt I Stary został wybrany na Sejmie elekcyjnym w Piotrkowie na króla Polski.
- 1516 – W bitwie pod Zynkowem dysponujący kilkoma chorągwiami obrony potocznej rotmistrz Jakub Secygniowski pobił 1000-konny oddział tatarski i uwolnił wziętych w jasyr.
- 1580 – Król Stefan Batory nadał Lipskowi na Suwalszczyźnie prawa miejskie na prawie magdeburskim.
- 1717 – Starcie wojsk królewskich z konfederatami tarnogrodzkimi pod Sandomierzem.
- 1831 – Joachim Lelewel stanął na czele Komitetu Narodowego Polskiego.
- 1884 – Założono Poznański Chór Katedralny.
- 1906 – Założono klub sportowy Juvenia Kraków.
- 1907:
  - Bojowiec PPS Józef Andersz został skazany na karę śmierci przez Wojskowy Sąd Okręgowy w Warszawie.
  - Założono Stowarzyszenie Wolnomyślicieli Polskich.
- 1913 – pożar w KWK Emma w Radlinie. W jego wyniku zginęło 17 górników.
- 1918 – Odbyła się pierwsza inauguracja roku akademickiego na Katolickim Uniwersytecie Lubelskim.
- 1919:
  - Potyczka polsko-czechosłowacka pod Kieżmarkiem.
  - Rada Ambasadorów państw Ententy ustaliła w Paryżu linię Curzona jako wschodnią granicę Polski.
  - W Poznaniu założono Polski Związek Towarzystw Wioślarskich (PZTW).
- 1923 – Powstała polska YMCA.
- 1933 – W Gdyni otwarto Dworzec Morski.
- 1937 – W Krynicy-Zdroju została uruchomiona pierwsza w kraju kolej linowo-terenowa na Górę Parkową.
- 1939 – Otwarto Kanał Gliwicki.
- 1941 – Niemcy utworzyli obóz zagłady Kulmhof w Chełmnie nad Nerem.
- 1943: 
  - W Grabówce koło Białegostoku Niemcy rozstrzelali ponad 250 osób w odwecie za akcje zbrojnego podziemia przeciwko okupantom.
  - W Warszawie Gestapo aresztowało w wyniku denuncjacji 19 członków Oddziału II (Informacyjno-Wywiadowczego) Komendy Głównej AK, w tym jego szefa ppłka Mariana Drobika.
- 1953 – O godz. 21:00, w kaplicy Matki Bożej na Jasnej Górze po raz pierwszy odmówiono modlitwę apel jasnogórski.
- 1958 – W Warszawie odnaleziono ciało porwanego i zamordowanego przez nieznanych sprawców w styczniu 1957 roku licealisty Bogdana Piaseckiego, syna Bolesława, lidera przedwojennej ONR Falangi i szefa powojennego Stowarzyszenia „Pax”.
- 1970 – Przeprowadzono spis powszechny.
- 1975 – Rozpoczął się VII zjazd PZPR.
- 1978 – Premiera komedii filmowej Co mi zrobisz, jak mnie złapiesz w reżyserii Stanisława Barei.
- 1981 – Papież Jan Paweł II ustanowił Papieską Akademię Teologiczną w Krakowie (obecnie Uniwersytet Papieski Jana Pawła II).
- 1992 – Weszła w życie tzw. Mała Konstytucja.
- 1997 – Sąd Wojewódzki w Warszawie zarejestrował Ruch Społeczny AWS.
- 2001 – W Krakowie otwarto Most Kotlarski.
- 2011 – W Szczecinie rozpoczęły się XIX Mistrzostwa Europy w Pływaniu na krótkim basenie.
- 2017 – Beata Szydło złożyła rezygnację z urzędu premiera, podając gabinet do dymisji, którą prezydent Andrzej Duda przyjął i desygnował na premiera Mateusza Morawieckiego.
- 2022 – Obraz Jacka Malczewskiego Rzeczywistość został warunkowo sprzedany na aukcji w Domu Aukcyjnym Desa Unicum za 17 mln zł.

## Wydarzenia na świecie

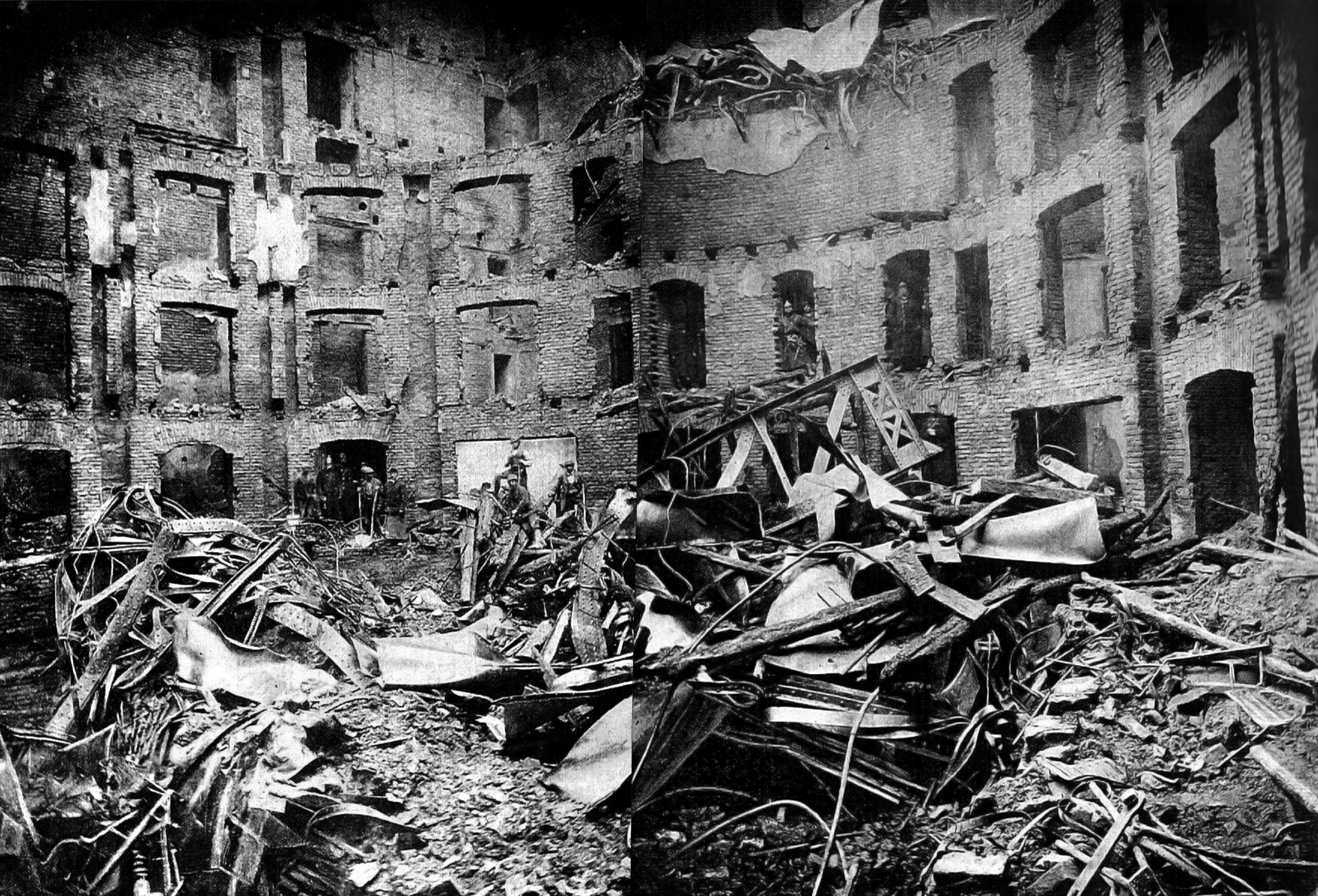
Zgliszcza Ringtheater w 1881

- 395 – Zwycięstwo wojsk północnej dynastii Wei nad siłami Późniejszego Yan w bitwie pod Hohhot w Chinach.
- 877 – Ludwik II Jąkała został koronowany w katedrze w Reims na króla zachodnich Franków.
- 1374 – Ban i przyszły pierwszy król Bośni Tvrtko I Kotromanić ożenił się z księżniczką bułgarską Dorotą.
- 1400 – Vadstena w Szwecji uzyskała prawa miejskie.
- 1427 – We Frankfurcie nad Menem podpisano traktat pokojowy kończący wojnę Moguncji z Hesją.
- 1487 – Podczas wyprawy w poszukiwaniu nowej drogi do Indii portugalski żeglarz Bartolomeu Dias dotarł, jako pierwszy Europejczyk, do Zatoki Wielorybiej w dzisiejszej Namibii.
- 1502 – Król Czech, Węgier i Chorwacji Władysław II Jagiellończyk nadał nowy herb miejski Koszycom.
- 1590 – Odbyła się koronacja papieska Grzegorza XIV.
- 1599 – Figura Najświętszej Marii Panny w katedrze w kolumbijskim Popayán została ukoronowana tzw. Koroną Andów.
- 1609 – W Mediolanie otwarto Bibliotekę Ambrozjańską.
- 1625 – Ferdynand III Habsburg został koronowany na króla Węgier i Chorwacji.
- 1650 – Przyszły elektor Bawarii Ferdynand Maria Wittelsbach ożenił się z księżniczką sabaudzką Henriettą Adelajdą.
- 1660 – W Cockpit Theater w Londynie odbyło się pierwsze przedstawienie tragedii Williama Szekspira Otello, w którym w rolę Desdemony, graną do tej pory przez młodych chłopców, wcieliła się aktorka (prawdopodobnie Anne Marshall lub Margaret Hughes). Jednocześnie był to też prawdopodobnie pierwszy raz, kiedy kobieta w ogóle zagrała jakąkolwiek szekspirowską bohaterkę.
- 1671 – Powstanie Razina: wojska carskie zdobyły ostatni ośrodek oporu powstańców – Astrachań.
- 1700 – Odbyła się koronacja papieska Klemensa XI.
- 1710 – Wojna o sukcesję hiszpańską: rozpoczęła się bitwa pod Brihuegą.
- 1744 – Założono miasto Copiapó w północnym Chile.
- 1776 – Wojna o niepodległość Stanów Zjednoczonych: wojska brytyjskie pod dowództwem gen. Henry’ego Clitona zdobyły Newport w Rhode Island.
- 1812 – 40 osób zginęło w trzęsieniu ziemi z epicentrum w rejonie miasta Wrightwood w Kalifornii.
- 1813 – W Wiedniu odbyło się premierowe wykonanie VII symfonii Ludwiga van Beethovena.
- 1818 – Ludwik I został wielkim księciem Badenii.
- 1831 – I wojna egipsko-turecka: wojska egipskie pod wodzą Ibrahima Paszy rozpoczęły oblężenie Akki.
- 1832 – W Petersburg została założona Nikołajewska Akademia Sztabu Generalnego.
- 1845:
  - Niemiecki astronom Karl Ludwig Hencke odkrył planetoidę (5) Astraea.
  - Vicente Ramón Roca został prezydentem Ekwadoru.
- 1849 – W Neapolu odbyła się premiera opery Luiza Miller z muzyką Giuseppe Verdiego i librettem Salvadore Cammarano.
- 1854 – Papież Pius IX ogłosił dogmat o Niepokalanym Poczęciu Najświętszej Maryi Panny.
- 1856 – W Lyonie założono Stowarzyszenie Misji Afrykańskich.
- 1859 – Założono Papieskie Kolegium Północnoamerykańskie z siedzibą w Rzymie.
- 1861:
  - Erupcja Wezuwiusza.
  - Rozpoczęła się francuska interwencja w Meksyku.
- 1862 – Luigi Carlo Farini został premierem Włoch.
- 1863 – Około 2,5 tys. osób zginęło w pożarze kościoła Jezuitów w stolicy Chile Santiago.
- 1864:
  - Papież Pius IX ogłosił encyklikę Quanta cura potępiającą rozdział Kościoła od państwa.
  - W Bristolu otwarto Clifton Suspension Bridge.
- 1870 – Wojna francusko-pruska: rozpoczęła się bitwa pod Beaugency.
- 1876 – Epaminondas Delijeoris został po raz piąty premierem Grecji.
- 1881:
  - Klara z Montefalco, Benedykt Józef Labre, Wawrzyniec z Brindisi i Jan Chrzciciel de Rossi zostali kanonizowani przez papieża Leona XIII.
  - Około 400 osób zginęło w wyniku pożaru Ringtheater w Wiedniu.
- 1898 – Francuski astronom Auguste Charlois odkrył planetoidę (441) Bathilde.
- 1900 – Zwodowano brytyjski transatlantyk „Suevic”.
- 1905 – Utworzono Australijskie Biuro Statystyczne (ABS).
- 1907 – Gustaw V został królem Szwecji.
- 1910 – W Berlinie zakończył się mecz o szachowe mistrzostwo świata, w którym broniący tytułu Niemiec Emanuel Lasker pokonał reprezentanta Francji Dawida Janowskiego.
- 1911 – Założono portugalski klub piłkarski SC Salgueiros.
- 1914 – I wojna światowa: w bitwie koło Falklandów Brytyjczycy rozgromili Niemiecką Eskadrę Wschodnioazjatycką admirała Maximiliana von Spee.
- 1915 – W brytyjskim magazynie „Punch” ukazał się wiersz In Flanders Fields (pol. Na polach Flandrii lub Wśród Flandrii pól) kanadyjskiego poety i chirurga wojskowego Johna McCrae.
- 1917 – Premier Portugalii Afonso Costa, w wyniku przewrotu wojskowego zorganizowanego przez gen. Sidónio Paisa, ustąpił ze stanowiska i udał się na emigrację do Paryża.
- 1919:
  - Bombowiec Blackburn Kangaroo został zniszczony podczas awaryjnego lądowania mieście Suda na Krecie w czasie próby pierwszego przelotu australijskiej załogi z Wielkiej Brytanii do Australii.
  - Założono chilijski klub piłkarski San Luis Quillota.
- 1920:
  - Prezydent Francji Alexandre Millerand odsłonił pomnik Okop bagnetów pod Verdun.
  - Przewodniczący rumuńskiego senatu Constantin Coandă został ciężko ranny w wyniku zamachu dokonanego przez komunistę Maksa Goldsteina.
- 1923 – W Lipsku odbyła się premiera dramatu Baal Bertolta Brechta.
- 1929 – Rozegrano pierwsze piłkarskie derby Rzymu, w których AS Roma pokonała S.S. Lazio 1:0.
- 1931:
  - Luis Miguel Sánchez Cerro został prezydentem Peru.
  - W Niemczech wprowadzono tzw. podatek od ucieczki z Rzeszy.
- 1932 – Premiera filmu wojennego Pożegnanie z bronią w reżyserii Franka Borzage.
- 1933:
  - Papież Pius XI kanonizował Bernadetę Soubirous.
  - W Saragossie wybuchło powstanie anarchistyczne, które głównie objęło hiszpańskie prowincje: Aragonia, Katalonia, Huesca i Teruel.
- 1936 – W stoczni w Kilonii zwodowano pancernik „Gneisenau”.
- 1938 – Ławrientij Beria zastąpił Nikołaja Jeżowa na stanowisku szefa NKWD.
- 1939 – Manuel Prado Ugarteche został prezydentem Peru.
- 1940 – Bitwa o Atlantyk: niemiecki okręt podwodny U-103 zatopił u wybrzeża Irlandii brytyjski statek pasażerski SS „Calabria” wraz ze wszystkimi 360 osobami na pokładzie.
- 1941:
  - Rozpoczęła się bitwa o Malaje.
  - USA, Wielka Brytania i jej dominia oraz sojusznicy wypowiedzieli wojnę Japonii.
  - W lesie koło stacji kolejowej Rumbula zakończyła się masakra ok. 25 tys. Żydów, dokonana tego dnia i 30 listopada przez Niemców i ich łotewskich kolaborantów.
- 1942 – Bitwa o Atlantyk: podczas ataku na aliancki konwój zderzyły się niemieckie okręty podwodne U-254 i U-221, w wyniku czego pierwszy z nich zatonął z większością załogi (uratowano tylko 4 marynarzy); u południowego wybrzeża Grenlandii brytyjski bombowiec Liberator zatopił bombami głębinowymi niemiecki okręt podwodny U-611, wraz z całą, 45-osobową załogą.
- 1943:
  - Alianckie samoloty zbombardowały stację kolejową L’Aquila we Włoszech, powodując setki ofiar cywilnych i wojskowych.
  - W ośrodku w Bletchley Park w Wielkiej Brytanii uruchomiono pierwszy na świecie komputer Colossus, używany do łamania szyfrów niemieckiej maszyny Enigma (zwłaszcza tzw. Maszyny Lorenza).
- 1944 – W Amsterdamie, członkowie holenderskiego ruchu oporu, wykonali wyrok śmierci na Wimie Henneicke, dowódcy kolaboracyjnego oddziału, zajmującego się poszukiwaniami ukrywających się przed Niemcami, holenderskich Żydów.
- 1945 – Dokonano oblotu amerykańskiego śmigłowca Bell 47.
- 1946 – Założono serbski klub piłkarski FK Napredak Kruševac.
- 1947 – Wojna domowa w Mandacie Palestyny: arabski przywódca Hasan Salama poprowadził kilkusetosobowy oddział do ataku na przedmieścia Tel Awiwu, gdzie wpadł on w zasadzkę przygotowaną przez członków żydowskiej Hagany, którzy zabili prawie 100 napastników.
- 1948 – W fińskim Tampere uruchomiono komunikację trolejbusową.
- 1949:
  - Chińscy nacjonaliści ewakuowali się na Tajwan.
  - Powstała Agenda Narodów Zjednoczonych dla Pomocy Uchodźcom Palestyńskim na Bliskim Wschodzie (UNRWA).
  - W Panagjuriszte w Bułgarii podczas prac ziemnych znaleziono 9 złotych naczyń o masie ponad 6 kg, pochodzących z przełomu IV i III wieku p.n.e.
- 1952 – Jicchak Ben Cewi został prezydentem Izraela.
- 1955:
  - Komitet Ministrów Rady Europy wybrał projekt flagi europejskiej autorstwa francuskiego rysownika Arsène’a Heitza.
  - W Cortinie d’Ampezzo otwarto kompleks skoczni narciarskich „Italia”.
- 1956 – Zakończyły się XVI Letnie Igrzyska Olimpijskie w australijskim Melbourne.
- 1957 – 61 osób zginęło w katastrofie samolotu Douglas DC-4 w Argentynie.
- 1959 – U wybrzeży Szkocji w wyniku zatonięcia statku ratowniczego „Mona” zginęło 8 ratowników morskich.
- 1962 – W Brunei wybuchło powstanie przeciwko brytyjskim rządom kolonialnym i planom przyłączenia kraju do Malezji.
- 1963:
  - 81 osób zginęło w katastrofie lotu Pan Am 214 w Filadelfii.
  - Założono Ukraiński Uniwersytet Katolicki im. św. Klemensa w Rzymie.
  - Został porwany 19-letni syn aktora i piosenkarza Franka Sinatry, Frank Jr. Po zapłaceniu przez ojca 240 tys. dolarów okupu wypuszczono go 10 grudnia.
- 1965:
  - Powstała Wspólnota monastyczna z Bose.
  - Zamknięto obrady II soboru watykańskiego.
- 1966:
  - 217 osób zginęło w wyniku zatonięcia greckiego promu samochodowego „Iraklion”, płynącego z Krety do Pireusu.
  - Premiera filmu Wielka włóczęga w reżyserii Gérarda Oury.
- 1967:
  - 72 osoby zginęły w katastrofie samolotu Douglas C-54 Skymaster w peruwiańskich Andach.
  - Ukazał się album Their Satanic Majesties Request brytyjskiej grupy The Rolling Stones.
- 1969 – 90 osób zginęło w katastrofie greckiego samolotu Douglas DC-6 pod Atenami.
- 1970 – Lata ołowiu: we Włoszech udaremniono faszystowski zamach stanu pod kierownictwem księcia Junio Valerio Borghese.
- 1972:
  - Należący do United Airlines Boeing 737-200 rozbił się podczas podchodzenia do lądowania na lotnisku w Chicago. Zginęło 45 osób (w tym 2 na ziemi), a 18 zostało rannych.
  - Norman Kirk został premierem Nowej Zelandii.
- 1974:
  - Grecy opowiedzieli się w referendum za zniesieniem monarchii.
  - Została założona Irlandzka Narodowa Armia Wyzwoleńcza (INLA), będąca odłamem Irlandzkiej Armii Republikańskiej (IRA).
- 1976:
  - Salim al-Huss został premierem Libanu.
  - Ukazał się album Hotel California grupy The Eagles.
- 1978 – Premiery filmów: Komandosi z Navarony w reżyserii Guya Hamiltona i Łowca jeleni w reżyserii Michaela Cimino.
- 1979 – Choi Kyu-ha został prezydentem Korei Południowej.
- 1980 – 25-letni szaleniec Mark David Chapman zastrzelił Johna Lennona przed wejściem do jego domu na nowojorskim Manhattanie.
- 1982:
  - Premiery filmów: 48 godzin w reżyserii Waltera Hilla i Wybór Zofii w reżyserii Alana J. Pakuli.
  - Rozpoczęto sprzedaż modelu Mercedes-Benz 190.
  - W Surinamie wojsko aresztowało 15 czołowych działaczy opozycyjnych, którzy następnie zostali rozstrzelani w Forcie Zelandia w Paramaribo.
- 1984 – Podpisano trzecią konwencję z Lomé pomiędzy Wspólnotami Europejskimi a 65 krajami Afryki, Karaibów i regionu Pacyfiku, głównie byłymi europejskimi koloniami.
- 1985 – Na antenie Das Erste wyemitowano premierowy odcinek niemieckiej opery mydlanej Lindenstraße.
- 1987:
  - U wybrzeży Peru rozbił się samolot wojskowy Fokker F27 z drużyną piłkarską Alianza Lima. Ocalał jedynie pilot.
  - W jednym z urzędów pocztowych w Melbourne 22-letni szaleniec Frank Vitkovic zastrzelił 8 osób, zranił 5, po czym popełnił samobójstwo.
  - W Waszyngtonie Ronald Reagan i Michaił Gorbaczow podpisali traktat INF dotyczący likwidacji arsenałów rakiet krótkiego i średniego zasięgu.
- 1991:
  - Prezydenci Rosji Boris Jelcyn, Białorusi Stanisłau Szuszkiewicz i Ukrainy Łeonid Krawczuk podpisali Układ białowieski rozwiązujący ZSRR i powołujący Wspólnotę Niepodległych Państw.
  - Rumuni zatwierdzili w referendum nową konstytucję uchwaloną przez parlament 21 listopada.
- 1993:
  - Francesco Rutelli został burmistrzem Rzymu.
  - Odkryto kometę 147P/Kushida-Muramatsu.
- 1994 – Odkryto pierwiastek chemiczny roentgen.
- 1995:
  - Doszło do wycieku 2-3 ton płynnego sodu w japońskiej eksperymentalnej elektrowni jądrowej Monju.
  - Niko Lekiszwili został premierem Gruzji.
- 1997 – Jenny Shipley została pierwszą kobietą-premierem w historii Nowej Zelandii.
- 2000: 
  - Duma Państwowa zadecydowała o przyjęciu melodii hymnu radzieckiego z nowym tekstem jako Hymnu Państwowego Federacji Rosyjskiej.
  - 23 osoby zginęły, a 31 zostało rannych w ataku uzbrojonego napastnika na meczet w Dżarafie w Sudanie.
- 2002 – W nocy z 7 na 8 grudnia skradziono z muzeum artysty w Amsterdamie dwa obrazy Vincenta van Gogha: Plaża w Scheveningen i Wyjście kongregacji z kościoła w Nuenen.
- 2004:
  - Gitarzysta Dimebag Darrell i 3 inne osoby zostały zastrzelone przez szaleńca, byłego żołnierza piechoty morskiej Nathana Gale’a podczas koncertu zespołu metalowego Damageplan w Columbus w stanie Ohio. Zamachowiec został zastrzelony przez policjanta.
  - W peruwiańskim Cuzco powołano Unię Narodów Południowoamerykańskich.
- 2006:
  - W Azerbejdżanie utworzono Park Narodowy Şahdağ.
  - Z powodu wojskowego zamachu stanu zawieszono członkostwo Fidżi we Wspólnocie Narodów.
- 2007 – Wojna w Pakistanie: zakończyła się bitwa w Dolinie Swat.
- 2009 – 127 osób zginęło, a 448 zostało rannych w serii zamachów bombowych w stolicy Iraku Bagdadzie.
- 2010:
  - 83 osoby zginęły, a 19 zostało rannych w pożarze więzienia w stolicy Chile Santiago.
  - Strajk generalny w Czechach.
- 2012 – W zderzeniu dwóch awionetek niedaleko Wölfersheim na północ od Frankfurtu nad Menem zginęło 8 osób, w tym 5 dzieci.
- 2013 – Euromajdan: w Kijowie został obalony i zniszczony pomnik Włodzimierza Lenina.
- 2014 – Mao Chi-kuo został premierem Tajwanu.
- 2015 – Papież Franciszek zainaugurował obchody Nadzwyczajnego Jubileuszu Miłosierdzia.
- 2018 – Meksykanka Vanessa Ponce zdobyła w chińskim kurorcie Sanya tytuł Miss World 2018.
- 2021:
  - Olaf Scholz został kanclerzem Niemiec.
  - W stanie Tamilnadu w południowych Indiach w katastrofie śmigłowca Mi-17V-5 Indyjskich Sił Powietrznych zginęło 14 osób, w tym szef sztabu generalnego Indyjskich Sił Zbrojnych gen. Bipin Rawat i jego żona.
- 2022 – Rosyjski handlarz bronią Wiktor But został zwolniony z amerykańskiego więzienia i wymieniony na koszykarkę Brittney Griner, aresztowaną w lutym 2022 na lotnisku w Moskwie za posiadanie olejku haszyszowego.
- 2024 – Wojna domowa w Syrii: członkowie organizacji Hajat Tahrir asz-Szam przejęli kontrolę nad Damaszkiem i ogłosili wyzwolenie kraju spod reżimu zbiegłego prezydenta Baszszara al-Assada.

## Urodzili się
- 65 p.n.e. – Horacy, rzymski poeta (zm. 8 p.n.e.)
- 1499 – Sebald Heyden, niemiecki kompozytor, teoretyk muzyki, pedagog (zm. 1561)
- 1506 – Veit Dietrich, niemiecki działacz reformacji (zm. 1549)
- 1540 – Giovanni Vincenzo Gonzaga, włoski kardynał (zm. 1591)
- 1542 – Maria I Stuart, królowa Francji i Szkocji (zm. 1587)
- 1558 – François de La Rochefoucauld, francuski duchowny katolicki, biskup Clermont-Ferrand i Senlis, kardynał (zm. 1645)
- 1571 – Orazio Lancellotti, włoski kardynał (zm. 1620)
- 1573 – Odoardo Farnese, włoski kardynał (zm. 1626)
- 1574 – Maria Anna, księżniczka bawarska, arcyksiężna austriacka (zm. 1616)
- 1577 – Mario Minniti, włoski malarz (zm. 1640)
- 1607 – Johann Eberhard Nidhard, austriacki jezuita, inkwizytor, kardynał i dyplomata w służbie hiszpańskiej (zm. 1681)
- 1608 – Luigi Omodei, włoski kardynał (zm. 1685)
- 1621 – Maksymilian Henryk Wittelsbach, elektor arcybiskup Kolonii (zm. 1688)
- 1626 – Krystyna Waza, królowa Szwecji (zm. 1689)
- 1629 – Kazimierz Biernacki, polski franciszkanin konwentualny, historyk, wykładowca akademicki (zm. 1725)
- 1644 – Maria d’Este, księżniczka Modeny, księżna Parmy (zm. 1684)
- 1664 – Nuno de Cunha da Ataíde, portugalski kardynał, generalny inkwizytor Portugalii (zm. 1750)
- 1678 – Horatio Walpole, brytyjski arystokrata, dyplomata (zm. 1757)
- 1685 – Giovanni Maria Farina, włoski przedsiębiorca, perfumiarz (zm. 1766)
- 1699 – Maria Józefa, królowa Polski (zm. 1757)
- 1708:
  - Franciszek I, książę Lotaryngii, cesarz rzymski (zm. 1765)
  - Charles Hanbury Williams, brytyjski dyplomata, satyryk (zm. 1759)
- 1711 – Madame de Boufflers, francuska arystokratka (zm. 1786)
- 1723 – Paul d’Holbach, francuski filozof, encyklopedysta (zm. 1789)
- 1724 – Claude Balbastre, francuski kompozytor (zm. 1799)
- 1730 – Johann Hedwig, niemiecki lekarz, botanik (zm. 1799)
- 1731 – František Xaver Dušek, czeski kompozytor, pianista, pedagog (zm. 1799)
- 1742 – Jean Mathieu Philibert Sérurier, francuski hrabia, dowódca wojskowy, marszałek Francji (zm. 1819)
- 1748 – Francesco Mario Pagano, włoski prawnik, filozof, dramaturg (zm. 1799)
- 1750 – Jan Dufresse, francuski duchowny katolicki, misjonarz, męczennik, święty (zm. 1815)
- 1751 – Heinrich Friedrich Füger, austriacki malarz (zm. 1818)
- 1756 – Maksymilian Franciszek Habsburg, austriacki arcyksiążę, arcybiskup elektor Kolonii (zm. 1801)
- 1765 – Eli Whitney, amerykański przedsiębiorca, wynalazca (zm. 1825)
- 1781 – Thomas de Grey, brytyjski arystokrata, polityk (zm. 1859)
- 1786 – Johann von Charpentier, niemiecki inżynier górnictwa, geolog, glacjolog (zm. 1855)
- 1795 – Peter Andreas Hansen, niemiecki astronom (zm. 1874)
- 1806 – Jan Tomasz Seweryn Jasiński, polski aktor, reżyser, dyrektor teatru, pisarz, tłumacz, pedagog (zm. 1879)
- 1813:
  - Jacob Georg Agardh, szwedzki botanik, wykładowca akademicki, polityk (zm. 1901)
  - Adolf Kolping, niemiecki duchowny katolicki, błogosławiony (zm. 1865)
  - Artur Niepokojczycki, polski generał w służbie rosyjskiej (zm. 1881)
- 1815 – Adolph Menzel, niemiecki malarz, grafik (zm. 1905)
- 1817 – Christian Emil Krag-Juel-Vind-Frijs, duński polityk, premier Danii (zm. 1896)
- 1818:
  - Jan Józef Dutkiewicz, polski malarz (zm. 1902)
  - Karol III Grimaldi, książę Monako (zm. 1889)
- 1826:
  - John Brown, szkocki służący królowej Wiktorii (zm. 1883)
  - Silvestro Lega, włoski malarz (zm. 1895)
- 1832:
  - Bjørnstjerne Bjørnson, norweski pisarz, laureat Nagrody Nobla (zm. 1910)
  - Jacek Maria Cormier, francuski dominikanin, błogosławiony (zm. 1916)
  - Wilhelm Anton Riedemann, niemiecki przedsiębiorca naftowy (zm. 1920)
- 1837:
  - Gottlieb Ringier, szwajcarski polityk, kanclerz federalny (zm. 1929)
  - Wincenty Stroka, polski poeta, pedagog, tłumacz, poliglota (zm. 1928)
- 1840 – Zenon Suszycki, polski inżynier, uczestnik powstania styczniowego (zm. 1912)
- 1841 – Edmund Nawrocki, polski urzędnik, polityk (zm. 1906)
- 1842 – Alphonse Borrelly, francuski astronom (zm. 1926)
- 1844 – Émile Reynaud, francuski nauczyciel, wynalazca, pionier kinematografii (zm. 1918)
- 1845 – Herbert Giles, brytyjski sinolog, dyplomata (zm. 1935)
- 1848:
  - Marian Baraniecki, polski matematyk, wykładowca akademicki (zm. 1895)
  - Franciszek Ksawery Martynowski, polski dziennikarz, historyk i krytyk sztuki (zm. 1896)
  - Mieczysław Pietruski, polski kontradmirał w służbie austro-węgierskiej (zm. 1905)
- 1850:
  - Jerzy (Aladaszwili), gruziński biskup prawosławny (zm. 1925)
  - Telesfor Otmianowski, polski kupiec, działacz społeczny (zm. 1939)
- 1851:
  - Rufin Morozowicz, polski aktor, śpiewak, reżyser teatralny (zm. 1931)
  - Émile Schuffenecker, francuski malarz pochodzenia niemieckiego (zm. 1934)
- 1854 – Anna Bilińska-Bohdanowiczowa, polska malarka (zm. 1893)
- 1855 – Eligia Bryłowa, polska działaczka społeczna (zm. 1927)
- 1856 – Lajos Thallóczy, węgierski historyk, bałkanista (zm. 1916)
- 1858 – Włodzimierz Kozłowski, polski ziemianin, prawnik, polityk (zm. 1917)
- 1859 – William O’Connell, amerykański duchowny katolicki, arcybiskup Bostonu, kardynał (zm. 1944)
- 1861:
  - William Crapo Durant, amerykański przedsiębiorca, pionier motoryzacji (zm. 1947)
  - Walenty Gadowski, polski duchowny katolicki, taternik (zm. 1956)
  - Damazy Kotowski, polski malarz (zm. 1943)
  - Aristide Maillol, francuski malarz, projektant tkanin (zm. 1944)
  - Georges Méliès, francuski reżyser i producent filmowy (zm. 1938)
- 1862:
  - Concepción Cabrera de Armida, meksykańska działaczka katolicka, mistyczka, błogosławiona, pisarka (zm. 1937)
  - Georges Feydeau, francuski dramaturg (zm. 1921)
- 1863:
  - Albert Abrams, amerykański lekarz, oszust (zm. 1924)
  - Edith Durham, brytyjska podróżniczka, malarka, pisarka, albanolog (zm. 1944)
- 1864:
  - Camille Claudel, francuska rzeźbiarka (zm. 1943)
  - Maria Grossek-Korycka, polska poetka, tłumaczka, publicystka (zm. 1926)
  - Aleksander Meysztowicz, polski ziemianin, polityk, prezes Tymczasowej Komisji Rządzącej Litwy Środkowej, minister sprawiedliwości (zm. 1943)
  - Józef Paczoski, polski botanik, wykładowca akademicki (zm. 1942)
- 1865:
  - Stanisław Ciszewski, polski etnograf, wykładowca akademicki (zm. 1930)
  - Jan Nepomucen Godlewski, polski ziemianin, lekarz, działacz społeczny, polityczny i niepodległościowy (zm. 1945)
  - Rüdiger von der Goltz, niemiecki generał major (zm. 1946)
  - Jacques Salomon Hadamard, francuski matematyk, wykładowca akademicki pochodzenia żydowskiego (zm. 1963)
  - Jean Sibelius, fiński kompozytor (zm. 1957)
- 1867 – Aleksander Sulkiewicz, polski sierżant piechoty, działacz niepodległościowy i socjalistyczny pochodzenia tatarskiego (zm. 1916)
- 1868:
  - Nikołaj Bogdanow-Bielski, rosyjski malarz (zm. 1945)
  - Norman Douglas, brytyjski pisarz, skandalista (zm. 1952)
- 1870:
  - José María Moncada, nikaraguański generał, polityk, prezydent Nikaragui (zm. 1945)
  - Aleksander Marian Ryl, polski farmaceuta, filantrop, działacz społeczny (zm. 1933)
- 1871:
  - Thomas Butler, brytyjski przeciągacz liny (zm. 1928)
  - Hans Gericke, niemiecki inżynier, pilot (ur. 1912)
- 1872 – Allan Bennett, brytyjski chemik, okultysta (zm. 1923)
- 1873:
  - Choren, ormiański duchowny Apostolskiego Kościoła Ormiańskiego, Katolikos Wszystkich Ormian (zm. 1938)
  - Albert Howard, brytyjski botanik, wykładowca akademicki (zm. 1947)
- 1874 – Ernst Moro, austriacki pediatra (zm. 1951)
- 1875 – Wilfred Hudson Osgood, amerykański zoolog (zm. 1947)
- 1876:
  - Rafał Korniłowicz, polski inżynier, pedagog, działacz oświatowy (zm. 1916)
  - Jan Østervold, norweski żeglarz sportowy (zm. 1945)
- 1877 – Miksa Fenyő, węgierski pisarz, polityk pochodzenia żydowskiego (zm. 1972)
- 1880:
  - Josef Kyrle, austriacki patolog, dermatolog, wykładowca akademicki (zm. 1926)
  - Clément-Émile Roques, francuski duchowny katolicki, arcybiskup Rennes, kardynał (zm. 1964)
  - Richard Rowland, amerykański producent filmowy (zm. 1947)
- 1881:
  - Albert Gleizes, francuski malarz, teoretyk sztuki (zm. 1953)
  - Marcello Piacentini, włoski architekt, urbanista (zm. 1960)
- 1882:
  - Adam Bronisław Ciechański, polski kontrabasista, pedagog (zm. 1957)
  - Stanisław Jasiukowicz, polski ekonomista, polityk, poseł na Sejm Ustawodawczy i Sejm RP (zm. 1946)
  - Manuel María Ponce, meksykański kompozytor, pianista, badacz folkloru, pedagog (zm. 1948)
- 1884 – Amédée Thubé, francuski żeglarz sportowy (zm. 1941)
- 1885 – Anna Leszczyńska, polska rolniczka, Sprawiedliwa wśród Narodów Świata (zm. 1961)
- 1886:
  - Dino Alfieri, włoski polityk faszystowski (zm. 1966)
  - Phyllis Johnson, brytyjska łyżwiarka figurowa (zm. 1967)
  - Diego Rivera, meksykański malarz, grafik, architekt (zm. 1957)
  - Albert Üksip, estoński aktor, botanik (zm. 1966)
- 1887 – Kazimierz Ansion, polski prawnik, sędzia, prokurator, działacz społeczny (zm. 1945)
- 1888:
  - Willy Hanft, niemiecki malarz (zm. 1987)
  - Władimir Zaimow, bułgarski generał, szpieg radziecki (zm. 1942)
- 1889:
  - Hervey Allen, amerykański pisarz (zm. 1949)
  - Mieczysław Henisz, polski major intendent, polityk, poseł na Sejm RP (zm. prawdopod. 1940)
  - Nikołaj Milutin, radziecki architekt, polityk (zm. 1942)
  - Jan Otrębski, polski językoznawca, wykładowca akademicki (zm. 1971)
  - Roger Adam Raczyński, polski hrabia, dyplomata, polityk, wojewoda poznański (zm. 1945)
- 1890 – Bohuslav Martinů, czeski kompozytor (zm. 1959)
- 1891:
  - John Langenus, belgijski sędzia piłkarski (zm. 1952)
  - Maria Łaszkiewicz, polska twórczyni tkaniny artystycznej (zm. 1981)
  - Alexander Wienerberger, austriacki inżynier chemik, fotograf pochodzenia żydowsko-czeskiego (zm. 1955)
- 1892 – Zdzisław Chłapowski, polski podporucznik kawalerii (zm. 1920)
- 1893:
  - Fernando Altimani, włoski lekkoatleta, chodziarz (zm. 1963)
  - Pierre Etchebaster, francuski zawodnik jeu de paume (zm. 1980)
  - Helena Sługocka, polska śpiewaczka operowa (zm. 1978)
- 1894:
  - Florbela Espanca, portugalska poetka (zm. 1930)
  - James Thurber, amerykański humorysta, rysownik (zm. 1961)
- 1896 – Ezio Roselli, włoski gimnastyk (zm. 1963)
- 1897 – Janina Kirtiklisowa, polska polityk, poseł na Sejm RP (zm. 1987)
- 1898:
  - Christopher Dahl, norweski żeglarz sportowy (zm. 1966)
  - Harold Byrn Hudson, brytyjski pilot wojskowy, as myśliwski (zm. 1982)
- 1899:
  - François Borde, francuski rugbysta (zm. 1987)
  - John Qualen, kanadyjski aktor (zm. 1987)
- 1900:
  - Marek Ferdynand Arczyński, polski dziennikarz, polityk, działacz społeczny (zm. 1979)
  - Irene Lentz, amerykańska kostiumografka (zm. 1962)
  - Maria Rose, polska działaczka niepodległościowa (zm. 1935)
  - Sun Liren, chiński generał kuomintangowski (zm. 1990)
- 1901 – Manuel Urrutia Lleó, kubański prawnik, polityk, prezydent Kuby (zm. 1981)
- 1902:
  - Zofia Chomętowska, polska fotografka (zm. 1991)
  - Oswald Jacoby, amerykański brydżysta, autor książek o grach (zm. 1984)
  - Wifredo Lam, kubański malarz (zm. 1982)
- 1903:
  - Pieter van Senus, holenderski pływak (zm. 1968)
  - Klemens Stefan Sielecki, polski inżynier (zm. 1980)
- 1904:
  - Wilmer Allison, amerykański tenisista (zm. 1977)
  - Jakub Dawid Hopensztand, polski krytyk literacki, działacz komunistyczny pochodzenia żydowskiego (zm. 1943)
- 1905:
  - Frank Faylen, amerykański aktor (zm. 1985)
  - Helene Junker, niemiecka lekkoatletka, sprinterka (zm. 1997)
  - Juan Marrero Pérez, hiszpański piłkarz, trener (zm. 1989)
- 1906:
  - Henryk Cieśluk, polski działacz partyjny i państwowy, prawnik, sędzia Najwyższego Trybunału Narodowego, wiceminister sprawiedliwości, członek Trybunału Stanu (zm. 2002)
  - Michał Moguczy, polski generał brygady (zm. 1970)
- 1907 – (lub 9 grudnia) Robert Fein, austriacki sztangista (zm. 1975)
- 1908:
  - Marian Garlicki, polski generał brygady (zm. 2002)
  - Sylwester Karalus, polski prawnik, polityk, publicysta polityczny i historyczny, minister Rządu RP na uchodźstwie (zm. 1975)
  - Zenon Kliszko, polski podporucznik, polityk, poseł do KRN, wicemarszałek Sejmu PRL (zm. 1989)
  - Ion Lăpușneanu, rumuński piłkarz, bramkarz, trener (zm. 1994)
  - Maksymilian Stolarow, rosyjsko-polski tenisista (zm. 1965)
- 1909:
  - Gratien Gélinas, kanadyjski dramaturg, aktor, reżyser teatralny (zm. 1999)
  - Marian Konarski, polski rzeźbiarz, poeta, teoretyk sztuki (zm. 1998)
- 1910:
  - Paul A. Baran, amerykański ekonomista marksistowski pochodzenia rosyjskiego (zm. 1964)
  - Aleksander Frączkiewicz, polski muzykolog (zm. 1994)
  - Katalin Karády, węgierska aktorka, piosenkarka (zm. 1990)
  - Stefan Stefański, polski dziennikarz (zm. 1963)
  - Heinrich Alexander Stoll, niemiecki pisarz (zm. 1977)
- 1911:
  - Lee J. Cobb, amerykański aktor (zm. 1976)
  - Gracjan Fróg, polski kapitan piechoty, dowódca 3. Wileńskiej Brygady AK (zm. 1951)
- 1912:
  - Lennart Ekdahl, szwedzki żeglarz sportowy (zm. 2005)
  - Álvaro Lopes Cançado, brazylijski piłkarz (zm. 1984)
  - Wacław Soldan, polski lekkoatleta, długodystansowiec (zm. 1939)
  - Oskar Veldeman, estoński skoczek narciarski, motocyklista, dziennikarz sportowy (zm. 1942)
- 1913:
  - Jerzy Hagmajer, polski chirurg, polityk, poseł na Sejm PRL (zm. 1998)
  - Jan Rompski, polski działacz kaszubski, poeta, etnograf (zm. 1969)
  - Babken Sarkisow, ormiański i radziecki polityk (zm. 1999)
  - Delmore Schwartz, amerykański pisarz (zm. 1966)
  - Jean-François Van Der Motte, belgijski kolarz szosowy (zm. 2007)
- 1914:
  - Walerij Biechtieniew, rosyjski piłkarz, trener (zm. 1993)
  - Polina Nediałkowa, bułgarska działaczka komunistyczna, generał-major (zm. 2001)
  - Czesław Sipowicz, polski duchowny katolicki obrządku bizantyjsko-słowiańskiego, wizytator apostolski dla diaspory wiernych Białoruskiego Kościoła Greckokatolickiego, przełożony generalny zakonu marianów (zm. 1981)
- 1915 – Ernest Lehman, amerykański scenarzysta filmowy pochodzenia żydowskiego (zm. 2005)
- 1916 – Richard Fleischer, amerykański reżyser filmowy (zm. 2006)
- 1917 – Marian Friedmann, polski aktor (zm. 1983)
- 1918:
  - Italia Lucchini, włoska lekkoatletka, sprinterka (zm. ?)
  - Jerzy Niemojowski, polski poeta, tłumacz (zm. 1989)
- 1919:
  - Peter Tali Coleman, polityk z Samoa Amerykańskiego, gubernator (zm. 1997)
  - Kazimierz Żygulski, polski socjolog kultury, polityk, minister kultury i sztuki (zm. 2012)
- 1920:
  - Ivar Martinsen, norweski łyżwiarz szybki (zm. 2018)
  - Emmanuel McDonald Bailey, amerykański lekkoatleta, sprinter (zm. 2013)
  - Marian Rejniewicz, polski adwokat, polityk, senator RP (zm. 1995)
- 1921:
  - Horace Barlow, brytyjski neurofizjolog, psychofizyk wzroku (zm. 2020)
  - Jakow Punkin, radziecki zapaśnik (zm. 1994)
  - Anatolij Szmakow, radziecki pułkownik pilot (zm. 2012)
- 1922:
  - Lucian Freud, brytyjski malarz (zm. 2011)
  - Roger Gautier, francuski wioślarz (zm. 2011)
  - Jean Porter, amerykańska aktorka (zm. 2018)
  - Jean Ritchie, amerykańska piosenkarka folkowa (zm. 2015)
- 1923:
  - Wacław Kułakowski, polski muzyk ludowy (zm. 2016)
  - Dewey Martin, amerykański aktor (zm. 2018)
  - Pio Taofinuʻu, samoański duchowny katolicki, arcybiskup Samoa-Apia, kardynał (zm. 2006)
  - Manuel Vieira Pinto, portugalski duchowny katolicki, posługujący w Mozambiku, arcybiskup Nampula (zm. 2020)
- 1924:
  - Henryk Antoszkiewicz, polski generał brygady (zm. 1993)
  - Lucio Colletti, włoski filozof polityki (zm. 2001)
  - Marian Czachor, polski piłkarz (zm. 2018)
  - István Hasznos, węgierski piłkarz wodny (zm. 1998)
  - Irina Popławska, rosyjska reżyserka i scenarzystka filmowa (zm. 2012)
  - Gyrma Uelde-Gijorgis, etiopski polityk, prezydent Etiopii (zm. 2018)
- 1925:
  - Don Marino Barreto Jr., kubańsko-włoski piosenkarz, kontrabasista, perkusista (zm. 1971)
  - Anne-Marie Colchen, francuska lekkoatletka, skoczkini wzwyż, koszykarka (zm. 2017)
  - Sammy Davis Jr., amerykański piosenkarz, aktor (zm. 1990)
  - Arnaldo Forlani, włoski prawnik, polityk, minister spraw zagranicznych, minister obrony, premier Włoch (zm. 2023)
- 1926:
  - Rewaz Czcheidze, gruziński reżyser filmowy (zm. 2015)
  - Joachim Fest, niemiecki pisarz, historyk, publicysta (zm. 2006)
  - Timur Gajdar, rosyjski kontradmirał, dziennikarz, pisarz (zm. 1999)
  - Jan Marian Małecki, polski historyk (zm. 2017)
  - Łucja Skomorowska, polska rzeźbiarka, pedagog (zm. 2017)
- 1927:
  - Wolfgang Hempel, niemiecki dziennikarz sportowy (zm. 2004)
  - Niklas Luhmann, niemiecki socjolog, teoretyk społeczny (zm. 1998)
  - Artur Rynkiewicz, polski inżynier, działacz polityczny, społeczny i emigracyjny, minister (zm. 2019)
  - Władimir Szatałow, rosyjski pilot wojskowy, kosmonauta (zm. 2021)
- 1928:
  - Jean François-Poncet, francuski polityk (zm. 2012)
  - Joachim Gnilka, niemiecki teolog katolicki, egzegeta, biblista (zm. 2018)
  - Lev Mantula, chorwacki piłkarz, trener (zm. 2008)
  - Ulric Neisser, amerykański psycholog pochodzenia niemieckiego (zm. 2012)
  - (lub 1925) Jimmy Smith, amerykański organista jazzowy (zm. 2005)
  - Lars-Erik Wolfbrandt, szwedzki lekkoatleta, sprinter i średniodystansowiec (zm. 1991)
- 1929:
  - Marian Piech, polski profesor nauk rolniczych (zm. 2012)
  - Kłara Rumianowa, rosyjska aktorka (zm. 2004)
  - Raymond Séguy, francuski duchowny katolicki, biskup Autun (zm. 2022)
  - Sylwester Szyszko, polski reżyser filmowy (zm. 2015)
  - Gérard de Villiers, francuski pisarz (zm. 2013)
- 1930:
  - José María Carrascal, hiszpański dziennikarz, pisarz (zm. 2023)
  - John Morressy, amerykański pisarz science fiction i fantasy (zm. 2006)
  - Izabela Płaneta-Małecka, polska lekarka pediatra, polityk, minister zdrowia i opieki społecznej (zm. 2016)
  - Maximilian Schell, austriacki aktor (zm. 2014)
- 1931:
  - Marian Jankowski, polski sztangista, trener, działacz sportowy (zm. 2017)
  - David Johnson, australijski lekkoatleta, sprinter
- 1932:
  - Grzegorz Białkowski, polski fizyk, poeta, filozof, polityk, senator RP (zm. 1989)
  - Charly Gaul, luksemburski kolarz szosowy (zm. 2005)
  - Eusébio Scheid, brazylijski duchowny katolicki, zakonnik sercanin, arcybiskup Florianópolis, kardynał (zm. 2021)
- 1933 – Johnny Green, amerykański koszykarz (zm. 2023)
- 1934:
  - Alisa Frejndlich, rosyjska aktorka pochodzenia niemieckiego
  - Eloy Gutiérrez Menoyo, kubański wojskowy, polityk (zm. 2012)
  - Aldona Jawłowska, polska socjolog (zm. 2010)
  - Marian Oleś, polski duchowny katolicki, arcybiskup, nuncjusz apostolski (zm. 2005)
- 1935:
  - Dharmendra, indyjski aktor, polityk
  - Czesław Głombik, polski historyk filozofii (zm. 2022)
  - Michael Kahn, amerykański montażysta filmowy
  - Krystyna Nowakowska, polska lekkoatletka, biegaczka średniodystansowa (zm. 2019)
  - Hans-Jürgen Syberberg, niemiecki reżyser filmowy
  - Mieczysław Świderski, polski fotoreporter sportowy (zm. 2017)
  - Tatjana Zatułowska, rosyjska szachistka (zm. 2017)
- 1936:
  - David Carradine, amerykański aktor, reżyser filmowy (zm. 2009)
  - Barbara Hulanicki, brytyjska projektantka mody podchodzenia polskiego
  - Juan Santisteban, hiszpański piłkarz, trener
- 1937 – Giorgio Benvenuto, włoski związkowiec, polityk
- 1938:
  - John Kufuor, ghański polityk, prezydent Ghany
  - Czogjal Namkhai Norbu, tybetański pisarz, nauczyciel buddyzmu (zm. 2018)
- 1939:
  - Fahrudin Jusufi, kosowski piłkarz (zm. 2019)
  - Henry Kyemba, ugandyjski historyk, polityk, minister kultury, minister zdrowia (zm. 2023)
  - Eva Rosenhed, szwedzka curlerka
  - Lucio Soravito de Franceschi, włoski duchowny katolicki, biskup Adrii-Rovigo (zm. 2019)
- 1940:
  - Aivars Endziņš, łotewski prawnik, polityk, przewodniczący Sądu Konstytucyjnego (zm. 2023)
  - Jean-Paul Goude, francuski grafik, ilustrator, artysta fotograf, reżyser reklam
  - Adam Haras, polski malarz, pedagog (zm. 2018)
  - George Snider, amerykański kierowca wyścigowy
- 1941:
  - Wiktor Aniczkin, rosyjski piłkarz (zm. 1975)
  - Bogdan Dziworski, polski operator filmowy, reżyser filmów dokumentalnych
  - Geoff Hurst, angielski piłkarz
  - Krystyna Sienkiewicz, polska działaczka związkowa, polityk, poseł na Sejm i senator RP
  - Karlo Stipanić, chorwacki piłkarz wodny
- 1942:
  - Bob Love, amerykański koszykarz (zm. 2024)
  - Viktor Zhysti, albański aktor
- 1943:
  - Jim Morrison, amerykański poeta, wokalista, członek zespołu The Doors (zm. 1971)
  - Bodo Tümmler, niemiecki lekkoatleta, średniodystansowiec
  - Mary Woronov, amerykańska aktorka
- 1944:
  - Ibrahim Muçaj, albański scenarzysta, reżyser i producent filmowy (zm. 2010)
  - Sharmila Tagore, indyjska aktorka
- 1945:
  - John Banville, irlandzki pisarz, dziennikarz
  - Svend Erik Hovmand, duński polityk
  - Gérard Janichon, francuski żeglarz, podróżnik
  - Maryla Rodowicz, polska piosenkarka, gitarzystka, aktorka
  - Jewgienij Stiebłow, rosyjski aktor
- 1946:
  - Salif Keita, malijski piłkarz (zm. 2023)
  - Marian Ostafiński, polski piłkarz, trener
  - Bärbel Podeswa, niemiecka lekkoatletka, płotkarka i sprinterka
- 1947:
  - Gregg Allman, amerykański muzyk, wokalista, członek zespołu The Allman Brothers Band (zm. 2017)
  - Thomas Cech, amerykański chemik, laureat Nagrody Nobla pochodzenia czeskiego
  - Wojciech Chudy, polski filozof, etyk, pedagog (zm. 2007)
  - Margaret Geller, amerykańska astronom
  - Francis Huster, francuski scenarzysta, reżyser, aktor
- 1948:
  - Sofronio Bancud, filipiński duchowny katolicki, biskup Cabanatuan
  - Stefan Białas, polski piłkarz, trener
  - Giovanni Battista Coletti, włoski florecista
  - Pauline Green, brytyjska działaczka ruchu spółdzielczego, polityk
- 1949:
  - Antonio Biosca, hiszpański piłkarz
  - Ricardo Carreras, amerykański bokser
  - Nancy Meyers, amerykańska reżyserka, scenarzystka i producentka filmowa
  - Roger Saint-Vil, haitański piłkarz
  - Robert Sternberg, amerykański psycholog, psychometra
- 1950:
  - Rick Baker, amerykański charakteryzator, aktor
  - Dan Hartman, amerykański piosenkarz (zm. 1994)
  - Janusz Margasiński, polski prawnik, adwokat, polityk, sędzia Trybunału Stanu (zm. 2020)
  - Wah Wah Watson, amerykański muzyk sesyjny, gitarzysta, kompozytor (zm. 2018)
- 1951:
  - Sotiraq Bratko, albański aktor
  - Bill Bryson, amerykański pisarz, podróżnik
  - Kirił Dimitrow, bułgarski zapaśnik (zm. 2015)
  - Marijke Djwalapersad, surinamska polityczka
  - Devprasad John Ganawa, indyjski duchowny katolicki, biskup Udaipuru
  - Knut Hjeltnes, norweski lekkoatleta, dyskobol (zm. 2024)
  - Lars Larsen, duński piłkarz
  - Ham Lini, vanuacki polityk, premier Vanuatu
  - Terry McDermott, angielski piłkarz, trener
  - Michael McKenna, australijski duchowny katolicki, biskup Bathurst
  - Marian Zdyb, polski prawnik, nauczyciel akademicki, sędzia Trybunału Konstytucyjnego
- 1952:
  - João Bosco Barbosa de Sousa, brazylijski duchowny katolicki, biskup Osasco
  - Javier Cárdenas, meksykański piłkarz (zm. 2022)
  - Paul Child, amerykański piłkarz pochodzenia angielskiego
  - Greg Collins, amerykański futbolista, aktor
- 1953:
  - Kim Basinger, amerykańska aktorka
  - Norman Finkelstein, amerykański politolog pochodzenia żydowskiego
  - Władysław Kozakiewicz, polski lekkoatleta, tyczkarz
  - Marek Pol, polski polityk, poseł na Sejm RP, minister przemysłu i handlu, minister infrastruktury, wicepremier
- 1954:
  - Louis de Bernières, brytyjski pisarz
  - Zbigniew Szaleniec, polski nauczyciel, samorządowiec, polityk, senator RP
  - Josef Walcher, austriacki narciarz alpejski (zm. 1984)
- 1955:
  - Nathan East, amerykański basista, wokalista, członek zespołu Fourplay
  - Rubén Israel, urugwajski piłkarz, trener
  - Witold Krochmal, polski polityk, samorządowiec, wojewoda wrocławski i dolnośląski
  - Kevin McNulty, kanadyjski aktor
  - Jacek Michałowski, polski urzędnik państwowy, działacz społeczny
  - Frank Uhlig, niemiecki piłkarz
- 1956:
  - Warren Cuccurullo, amerykański muzyk rockowy pochodzenia włoskiego
  - Andrius Kubilius, litewski polityk, premier Litwy
  - Keith Mackay, nowozelandzki piłkarz
  - Serhij Nahorny, ukraiński kajakarz
  - Serhij Petrenko, ukraiński kajakarz, kanadyjkarz
- 1957:
  - Ołeksandr Bereżny, ukraiński piłkarz (zm. 2025)
  - Phil Collen, brytyjski gitarzysta, członek zespołu Def Leppard
  - Michaił Kasjanow, rosyjski polityk, premier Rosji
  - Jan-Olov Nässén, szwedzki curler
- 1958:
  - Michel Ferté, francuski kierowca wyścigowy (zm. 2023)
  - Witalij Mutko, rosyjski polityk, działacz sportowy
  - Mirosław Okoński, polski piłkarz
- 1959:
  - Gabriel Gómez, kolumbijski piłkarz, trener
  - Jim Yong Kim, koreańsko-amerykański lekarz, antropolog, prezes Banku Światowego
  - Ołeksandr Liwszyc, ukraiński przedsiębiorca, działacz piłkarski
  - Luis Fernando Rodríguez Velásquez, kolumbijski duchowny katolicki, biskup pomocniczy Cali
- 1960:
  - Sólveig Anspach, islandzka aktorka, reżyserka i scenarzystka filmowa (zm. 2015)
  - Dan Cumming, australijski zapaśnik
  - Bill McKibben, amerykański dziennikarz, działacz ekologiczny
  - Saulius Nefas, litewski pedagog, samorządowiec, polityk
  - Inger Helene Nybråten, norweska biegaczka narciarska
  - Antonysamy Savarimuthu, indyjski duchowny katolicki, biskup Palayamkottai
  - Zhou Suying, chińska kolarka torowa
- 1961:
  - Ann Coulter, amerykańska pisarka, felietonistka, komentatorka polityczna
  - Mirosław Dąbrowski, polski sztangista
  - Conceição Lima, saotomejska poetka, dziennikarka
  - Ermis Łafazanowski, macedoński pisarz, historyk, krytyk literacki
  - Thomas Norgren, szwedzki curler
  - Kalju Ojaste, estoński biathlonista
  - Mieczysław Szyszka, polski nauczyciel, działacz sportowy, polityk, senator RP
- 1962:
  - Hermann Fehringer, austriacki lekkoatleta, tyczkarz
  - Marty Friedman, amerykański muzyk, kompozytor, wokalista, producent muzyczny, członek zespołów: Megadeth, Cacophony, Hawaii, Deuce i Lovefixer
  - Wendell Pierce, amerykański aktor
  - Lian Ross, niemiecka piosenkarka, autorka tekstów, kompozytorka
  - Dmitrij Wasiljew, rosyjski biathlonista
- 1963:
  - Dariusz Czernij, polski bokser (zm. 2025)
  - Brian McClair, szkocki piłkarz, trener
  - Nicolás Gregorio Nava Rojas, wenezuelski duchowny katolicki, biskup Machiques
  - Jacek Pawłowicz, polski działacz opozycji antykomunistycznej, muzealnik
  - Éric Poulat, francuski sędzia piłkarski
  - Anna Zielińska-Elliott, polska tłumaczka literatury japońskiej
- 1964:
  - Jürgen Brümmer, niemiecki gimnastyk, fizjoterapeuta (zm. 2014)
  - Teri Hatcher, amerykańska aktorka
  - Nikola Jerkan, chorwacki piłkarz
  - Urszula Kiełkowska, polska chemik, wykładowczyni akademicka
  - Grzegorz Łazarek, polski piłkarz (zm. 2018)
  - Óscar Ramírez, kostarykański trener piłkarski
- 1965:
  - Easy Mo Bee, amerykański producent muzyczny
  - Piotr Pilch, polski nauczyciel, polityk, wicewojewoda podkarpacki
  - Tomasz Słaboszowski, polski prawnik, urzędnik państwowy
  - Teresa Weatherspoon, amerykańska koszykarka, trenerka
- 1966:
  - Bushwick Bill, amerykański raper (zm. 2019)
  - Les Ferdinand, angielski piłkarz, trener
  - Ben Goertzel, amerykański pisarz, badacz sztucznej inteligencji pochodzenia brazylijsko-żydowskiego
  - Matthew Laborteaux, amerykański aktor
  - Tyler Mane, kanadyjski wrestler, aktor
  - Sinéad O’Connor, irlandzka piosenkarka, kompozytorka, autorka tekstów (zm. 2023)
  - Ralph Santolla, amerykański muzyk, kompozytor, instrumentalista, gitarzysta, członek zespołów Death i Obituary (zm. 2018)
- 1967:
  - Niver Arboleda, kolumbijski piłkarz (zm. 2011)
  - Andreas Kapp, niemiecki curler
  - Maria Wietrzykowska, polska muzyk, producentka muzyczna
- 1968:
  - Wendi Deng, amerykańska producentka filmowa pochodzenia chińskiego
  - Tomasz Lenz, polski polityk, poseł na Sejm RP
  - Mike Mussina, amerykański baseballista
  - Marcelo Ojeda, meksykański piłkarz, bramkarz
- 1969:
  - Saffron Aldridge, brytyjska modelka, działaczka na rzecz obrony praw dziecka
  - Gastón Duprat, argentyński reżyser, scenarzysta, producent i operator filmowy
  - Bernd Hollerbach, niemiecki piłkarz, trener
- 1970:
  - Teresa Barańska, polska działaczka samorządowa, urzędniczka, wicewojewoda opolski
  - Ad Bol, holenderski reżyser, scenarzysta, montażysta i producent filmowy
  - Jolanta Dičkutė, litewska lekarka, polityk
  - Lars Højer, duński piłkarz
- 1971:
  - Wael Al Aydy, egipski siatkarz
  - Abdullah Ercan, turecki piłkarz, trener
  - Richárd Juha, węgierski rzeźbiarz
  - Guillaume Leschallier de Lisle, francuski duchowny katolicki, biskup pomocniczy Meaux
  - Maya Mishalska, polsko-meksykańska aktorka
- 1972:
  - Alaksandr Hurjanau, białoruski polityk, dyplomata
  - Joanna Kos-Krauze, polska reżyserka i scenarzystka filmowa
  - Édson Ribeiro, brazylijski lekkoatleta, sprinter
- 1973:
  - Chris Ensminger, amerykański koszykarz
  - Judith Pronk, holenderska wokalistka, didżejka, tancerka, wizażystka, makijażystka, blogerka
  - Lajos Seres, węgierski szachista
  - Corey Taylor, amerykański muzyk, kompozytor, wokalista, członek zespołu Slipknot
- 1974:
  - Cristian Castro, meksykański piosenkarz
  - Irina Nikułczina, bułgarska biathlonistka
  - Sara Algotsson Ostholt, szwedzka jeźdźczyni sportowa
  - Nick Zinner, amerykański gitarzysta, członek zespołu Yeah Yeah Yeahs
- 1975:
  - Francis Mackaya-Tchitembo, kongijski piłkarz
  - Arkadiusz Malczewski, polski producent muzyczny, inżynier dźwięku
  - Kostiantyn Panin, ukraiński piłkarz
  - Ana Stanić, serbska piosenkarka
  - Adeline Wuillème, francuska florecistka
- 1976:
  - Małgorzata Gryniewicz, polska reżyserka, scenarzystka, aktorka
  - Ákos Haller, węgierski wioślarz
  - Zoi Konstandopulu, grecka prawnik, polityk
  - Dominic Monaghan, brytyjski aktor
  - Nirupama Sanjeev, indyjska tenisistka
- 1977:
  - Kurt Bernard, kostarykański piłkarz
  - Sébastien Chabal, francuski rugbysta
  - Stephen Jones, walijski rugbysta
  - Bronze Nazareth, amerykański raper, producent muzyczny
  - Aleksandra Olsza, polska tenisistka
  - Matthias Schoenaerts, belgijski aktor
  - Bartosz Tomaszek, polski kompozytor
  - Anita Weyermann, szwajcarska lekkoatletka, biegaczka średnio- i długodystansowa
- 1978:
  - Magdalena Filiks, polska działaczka społeczna, polityk, poseł na Sejm RP
  - Ville Kantee, fiński skoczek narciarski
  - Tomasz Minkiewicz, polski rysownik i scenarzysta komiksowy, ilustrator, pisarz, satyryk
  - John Oster, walijski piłkarz
  - Samat Smakow, kazachski piłkarz
  - Ian Somerhalder, amerykański aktor, model
- 1979:
  - Rafał Ambrozik, polski samorządowiec, polityk, senator RP
  - Ałeksandar Bajewski, macedoński piłkarz
  - Katarzyna Baran, polska pięcioboistka nowoczesna
  - Vladimír Bednár, słowacki piłkarz
  - Kamini, francuski raper
  - Eddy Helmi Abdul Manan, malezyjski piłkarz
  - Anwar Siraj, etiopski piłkarz
  - Christian Wilhelmsson, szwedzki piłkarz
- 1980:
  - Mohammad Al-Shalhoub, saudyjski piłkarz
  - Farda Gadirow, azerski masowy morderca (zm. 2009)
  - Francis Mourey, francuski kolarz przełajowy i szosowy
  - Salomon Olembé, kameruński piłkarz
- 1981:
  - Clay Guida, amerykański zawodnik MMA
  - David Martínez, meksykański kierowca wyścigowy
  - Dov Tiefenbach, kanadyjski aktor, muzyk
- 1982:
  - Julen Aguinagalde, hiszpański piłkarz ręczny
  - Halil Altıntop, turecki piłkarz
  - Hamit Altıntop, turecki piłkarz
  - Raquel Atawo, amerykańska tenisistka
  - Ian Blackwood, kanadyjski aktor
  - François Boivin, kanadyjski snowboardzista
  - Łukasz Czapla, polski strzelec sportowy
  - David Guez, francuski tenisista
  - Sylwia Kapusta-Szydłak, polska kolarka górska i szosowa
  - Stefán Kristjánsson, islandzki szachista (zm. 2018)
  - Nicki Minaj, amerykańska raperka
  - Noelle Pikus-Pace, amerykańska skeletonistka
  - Jonathan Suárez, wenezuelski kolarz BMX
  - DeeDee Trotter, amerykańska lekkoatletka, sprinterka
  - Hannah Ware, brytyjska aktorka
- 1983:
  - Shingo Akamine, japoński piłkarz
  - Jelena Chalawina, rosyjska łyżwiarka figurowa
  - Matt Ellison, kanadyjski hokeista
  - Clyde Leon, trynidadzko-tobagijski piłkarz (zm. 2021)
  - Liu Song, chiński snookerzysta
  - Valéry Mézague, kameruński piłkarz (zm. 2014)
  - Marco Padalino, szwajcarski piłkarz pochodzenia włoskiego
- 1984:
  - Dustin Brown, jamajsko-niemiecki tenisista
  - Emma Green-Tregaro, szwedzka lekkoatletka, skoczkini wzwyż
  - Badr Hari, marokańsko-holenderski kick-boxer
  - Sam Hunt, amerykański piosenkarz, autor piosenek
  - Carlos Pita, hiszpański piłkarz
- 1985:
  - Happy Mary Bacia, ugandyjska wszechstronna lekkoatletka
  - Josh Donaldson, amerykański baseballista
  - Meagan Duhamel, kanadyjska łyżwiarka figurowa
  - Dwight Howard, amerykański koszykarz
  - Ołeksij Peczerow, ukraiński koszykarz
  - Andrei Prepeliță, rumuński piłkarz
  - Małgorzata Tracz, polska działaczka społeczna, polityk, poseł na Sejm RP
- 1986:
  - Walentina Artiemjewa, rosyjska pływaczka
  - Szeran Jeni, izraelski piłkarz
  - Amir Khan, brytyjski bokser pochodzenia pakistańskiego
  - Marine Rougeot, francuska biathlonistka
  - Kate Voegele, amerykańska piosenkarka
- 1987:
  - Mehmet Hetemaj, fiński piłkarz pochodzenia kosowskiego
  - Modżtaba Karimfar, irański zapaśnik
  - Dienis Kazionow, rosyjski hokeista
  - Robert Nortmann, bahamsko-kanadyjski koszykarz
  - Julia Wanner, niemiecka lekkoatletka, skoczkini wzwyż
- 1988:
  - Dienis Biriukow, rosyjski siatkarz
  - Ferdinand Tille, niemiecki siatkarz
  - Simon van Velthooven, nowozelandzki kolarz torowy i szosowy
- 1989:
  - Drew Doughty, kanadyjski hokeista
  - Jen Ledger, brytyjska perkusistka, wokalistka, członkini zespołu Skillet
  - Andrew Nicholson, amerykański koszykarz
  - Adrian Pracoń, norweski polityk pochodzenia polskiego
  - Sugar Rodgers, amerykańska koszykarka
  - Behdad Salimi, irański sztangista
  - Sandra Szczygioł, polska siatkarka
- 1990:
  - Hermans Egleskalns, łotewski siatkarz
  - Tessa Gobbo, amerykańska wioślarka
  - Shenise Johnson, amerykańska koszykarka
  - Vitālijs Maksimenko, łotewski piłkarz
  - Jakub Józef Orliński, polski śpiewak operowy (kontratenor)
  - Dana Terrace, amerykańska animatorka, reżyserka, aktorka głosowa
  - Anna Wierzbowska, polska wioślarka
- 1991:
  - Abdulwaheed Afolabi, nigeryjski piłkarz
  - Justin Snith, kanadyjski saneczkarz
- 1992:
  - Edwin Cardona, kolumbijski piłkarz
  - Aleksandyr Kolew, bułgarski piłkarz
  - Moritz Leitner, niemiecki piłkarz
  - Stas Pokatiłow, kazachski piłkarz, bramkarz
  - Mario Seidl, austriacki kombinator norweski
  - Benoit Valentin, francuski narciarz dowolny
- 1993:
  - Matthew Holmes, brytyjski kolarz szosowy
  - Joyciline Jepkosgei, kenijska lekkoatletka, biegaczka długodystansowa
  - Natalja Małych, rosyjska siatkarka
  - AnnaSophia Robb, amerykańska aktorka, piosenkarka
  - Jowita Wrzesień, polska zapaśniczka
- 1994:
  - Dylan Kennett, nowozelandzki kolarz torowy i szosowy
  - Conseslus Kipruto, kenijski lekkoatleta, długodystansowiec
  - Ayman Ben Mohamed, tunezyjski piłkarz
  - Miah Spencer, amerykańska koszykarka
  - Elena Steinemann, szwajcarska siatkarka
  - Raheem Sterling, angielski piłkarz
- 1995:
  - Jordon Ibe, angielski piłkarz pochodzenia nigeryjskiego
  - Abd al-Latif Muhammad Ahmad, egipski zapaśnik
  - Álex Rins, hiszpański motocyklista wyścigowy
- 1996:
  - Maximilian Eggestein, niemiecki piłkarz
  - Scott McTominay, szkocki piłkarz pochodzenia angielskiego
  - Javokhir Sidikov, uzbecki piłkarz
- 1997:
  - Sam Hauser, amerykański koszykarz
  - Patrik Indra, czeski siatkarz
  - Jakub Kuzdra, polski piłkarz
  - Bartosz Majewski, polski koszykarz
  - Carlos Meléndez, honduraski piłkarz
  - Cristopher Núñez, kostarykański piłkarz
- 1998:
  - Tanner Buchanan, amerykański aktor
  - Michał Kotkowski, polski niepełnosprawny lekkoatleta
  - Matthew Wilson, australijski pływak
- 1999:
  - Halil Dervişoğlu, turecki piłkarz
  - Iweta Faron, polska niepełnosprawna biegaczka narciarska i biathlonistka
  - Reece James, angielski piłkarz
  - Mattia Lenarduzzi, włoski żużlowiec
- 2000 – Océane Paillard, francuska skoczkini narciarska, kombinatorka norweska
- 2001:
  - Josh Christopher, amerykański koszykarz
  - Nicole Konderla, polska skoczkini narciarska
- 2002 – Jefferson Valladares, salwadorski piłkarz
- 2005:
  - Javohir Sindarov, uzbecki szachista
  - Dariusz Stalmach, polski piłkarz

## Zmarli
- 899 – Arnulf z Karyntii, król wschodniofrankijski (ur. 850)
- 1201 – Bolesław I Wysoki, książę śląski (ur. 1127)
- 1211 – Adelajda Kazimierzówna, księżniczka małopolska (ur. ok. 1180)
- 1254 – Stefano Conti, włoski kardynał (ur. ?)
- 1365 – Mikołaj II, książę opawski, raciborski i prudnicki (zm. 1365)
- 1429 – Janusz I Starszy, książę warszawski (ur. ok. 1346)
- 1431 – Jadwiga Jagiellonka, polska królewna (ur. 1408)
- 1521 – Krystyna saska, królowa Danii, Szwecji i Norwegii (ur. 1461)
- 1550 – Gian Giorgio Trissino, włoski poeta (ur. 1478)
- 1564 – Janusz Kościelecki, polski szlachcic, polityk (ur. 1524)
- 1603 – Girolamo Mattei, włoski kardynał (ur. 1547)
- 1622 – Walenty Smalc, polski duchowny i teolog braci polskich, pisarz, tłumacz, polemista pochodzenia niemieckiego (ur. 1572)
- 1625 – Krystyna z Holstein-Gottorp, królowa Szwecji (ur. 1573)
- 1626 – John Davies, angielski prawnik, polityk, poeta (ur. 1569)
- 1632 – Albert Girard, francuski matematyk (ur. 1595)
- 1638 – Ivan Gundulić, chorwacki poeta (ur. 1589)
- 1643 – John Pym, angielski polityk (ur. 1583/84)
- 1649 – Natalis Chabanel, francuski jezuita, męczennik, święty (ur. 1613)
- 1677 – Aleksander Michał Lubomirski, polski magnat, polityk (ur. 1614)
- 1681 – Gerard ter Borch, holenderski malarz, rysownik (ur. 1617)
- 1691 – Richard Baxter, angielski teolog purytański (ur. 1615)
- 1702 – Filip Lotaryński, francuski arystokrata (ur. 1643)
- 1709 – Thomas Corneille, francuski dramaturg (ur. 1625)
- 1722 – Elżbieta Charlotta z Palatynatu, księżna orleańska (ur. 1652)
- 1739 – Heinrich Friedrich von Friesen, saski generał major, polityk (ur. 1681)
- 1744 – Maria Anna de Mailly, francuska arystokratka (ur. 1717)
- 1749 – Maciej Aleksander Sołtyk, polski duchowny katolicki, biskup pomocniczy chełmiński (ur. 1679)
- 1751 – Dominik von Königsegg-Rothenfels, austriacki feldmarszałek (ur. 1673)
- 1756 – William Stanhope, brytyjski arystokrata, dyplomata (ur. 1690)
- 1788:
  - Pierre André de Suffren, francuski admirał (ur. 1729)
  - Michaił Wołkoński, rosyjski książę, wojskowy, dyplomata (ur. 1713)
- 1791:
  - Jakub Kwon Sang-yeon, koreański męczennik i błogosławiony katolicki (ur. 1751)
  - Paweł Yun Ji-chung, koreański męczennik i błogosławiony katolicki (ur. 1759)
- 1793 – Madame du Barry, francuska kurtyzana, faworyta Ludwika XV (ur. 1743)
- 1795 – Giovanni Battista Casanova, włoski malarz, grafik (ur. 1730)
- 1801 – Maria Józefa Burbon, infantka hiszpańska, księżniczka Neapolu i Sycylii (ur. 1744)
- 1806 – Maria z Gawdzickich Radziwiłłowa, polska aktorka (ur. 1746)
- 1818:
  - Johan Gottlieb Gahn, szwedzki chemik (ur. 1745)
  - Karol Ludwik, wielki książę Badenii (ur. 1786)
- 1824 – Joseph Deschamps, francuski lekarz (ur. 1740)
- 1828 – Andrzej Masłowski, polski zegarmistrz, wynalazca, skrzypek amator (ur. 1766)
- 1830 – Benjamin Constant, francuski pisarz, filozof, polityk (ur. 1767)
- 1838 – Nils von Schoultz, fiński wojskowy (ur. 1807)
- 1859 – Thomas de Quincey, brytyjski eseista, krytyk literacki (ur. 1785)
- 1864 – George Boole, brytyjski matematyk, filozof, pedagog (ur. 1815)
- 1868 – Aleksander Andruszkiewicz, polski pułkownik, powstaniec (ur. 1808)
- 1869:
  - Narcyza od Jezusa, ekwadorska zakonnica, święta (ur. 1832)
  - Johann Salzmann, austriacki architekt (ur. 1807)
- 1875 – Leopold III, książę Lippe, pruski wojskowy (ur. 1821)
- 1884 – Joseph Warner Henley, brytyjski polityk (ur. 1793)
- 1893 – Joseph Bender, niemiecki historyk, nauczyciel (ur. 1813)
- 1894:
  - Pafnutij Czebyszow, rosyjski matematyk, wykładowca akademicki (ur. 1821)
  - Jan Krzeptowski, polski góral podhalański, muzyk, gawędziarz (ur. 1809)
- 1896 – Ernst Engel, niemiecki ekonomista, statystyk (ur. 1821)
- 1903 – Herbert Spencer, brytyjski filozof, socjolog (ur. 1820)
- 1907:
  - Jonas Biliūnas, litewski pisarz, publicysta (ur. 1879)
  - Oskar II, król Szwecji i Norwegii (ur. 1829)
- 1908:
  - Josyf Krasycki, ukraiński duchowny greckokatolicki, polityk (ur. 1828)
  - Josef Zemp, szwajcarski polityk, prezydent Szwajcarii (ur. 1834)
- 1909 – Rosendo Fernández, hiszpański malarz (ur. 1840)
- 1910:
  - Karol Czecz de Lindenwald, polski ziemianin, polityk (ur. 1852)
  - Władysław Markiewicz, polski adwokat (ur. 1834)
- 1911:
  - Jan Kowalczyk, polski astronom, wykładowca akademicki (ur. 1833)
  - Tony Robert-Fleury, francuski malarz (ur. 1837)
- 1912 – Karol Scipio del Campo, polski hrabia, ziemianin, polityk (ur. 1842)
- 1913:
  - Camille Jenatzy, belgijski kierowca wyścigowy (ur. 1868)
  - Stanisław Wojtowski, polsko-niemiecki architekt (ur. 1850)
- 1914 – Maximilian von Spee, niemiecki admirał (ur. 1861)
- 1915 – Gaetano Perusini, włoski neurolog (ur. 1879)
- 1916 – Germán Riesco, chilijski adwokat, polityk, prezydent Chile (ur. 1854)
- 1917:
  - Stanisław Patschke, polski inżynier technolog, wykładowca akademicki (ur. 1871)
  - Mendele Mojcher Sforim, żydowski pisarz (ur. 1836)
- 1918 – Josef Stadler, chorwacki duchowny katolicki, arcybiskup metropolita wszechbośniacki (ur. 1843)
- 1919 – Julian Alden Weir, amerykański malarz (ur. 1852)
- 1920:
  - Tomasz Mazurek, polski starszy szeregowy (ur. 1896)
  - Stanisław Sikora, polski podporucznik (ur. 1896)
- 1921 – Aleksander Bossowski, polski chirurg, wykładowca akademicki (ur. 1858)
- 1922:
  - José María Martín de Herrera y de la Iglesia, hiszpański duchowny katolicki, arcybiskup Santiago de Compostela, kardynał (ur. 1835)
  - Rory O’Connor, irlandzki republikanin, bojownik IRA (ur. 1883)
  - Wacław Radwan, polski malarz (ur. 1870)
- 1923:
  - Arvid Afzelius, szwedzki dermatolog (ur. 1857)
  - Ignacy Maurycy Judt, polski radiolog, działacz społeczny pochodzenia żydowskiego (ur. 1875)
  - Edward Strasburger, polski ekonomista, wykładowca akademicki (ur. 1882)
- 1924:
  - Carl Anton Larsen, norweski wielorybnik, podróżnik, badacz polarny (ur. 1860)
  - Xaver Scharwenka, polsko-niemiecki kompozytor, pianista (ur. 1850)
- 1926:
  - Ryszard Hesse, polski porucznik obserwator (ur. 1897)
  - Bolesław Pędzikiewicz, polski porucznik (ur. 1895)
- 1927 – Hjalmar August Schiøtz, norweski okulista, wynalazca (ur. 1850)
- 1928:
  - William Gardner Smith, brytyjski botanik, mykolog, ekolog, wykładowca akademicki (ur. 1866)
  - Idzi Świtała, polski stomatolog, polityk (ur. 1877)
- 1929 – Teddy Tetzlaff, amerykański kierowca wyścigowy (ur. 1883)
- 1930:
  - Florbela Espanca, portugalska poetka (ur. 1894)
  - Adolphe Retté, francuski prozaik, poeta (ur. 1863)
  - Henri Paul Jules Tutein Nolthenius, holenderski kaligraf, polityk (ur. 1861)
- 1932 – Gertrude Jekyll, brytyjska architekt ogrodów (ur. 1843)
- 1933:
  - Joseph Chartrand, amerykański duchowny katolicki, biskup Indianapolis (ur. 1870)
  - John Joly, irlandzki chemik, fizyk, wykładowca akademicki (ur. 1857)
  - Stanisław Mycielski, polski działacz gospodarczy, polityk (ur. 1864)
- 1934 – Emil Haecker, polski dziennikarz, publicysta, historyk socjalizmu, polityk pochodzenia austriacko-żydowskiego (ur. 1875)
- 1935 – Erkki Karu, fiński reżyser, scenarzysta i producent filmowy (ur. 1887)
- 1936:
  - Joseph Stübben, niemiecki architekt, urbanista (ur. 1845)
  - Józef Maria Zabal Blasco, hiszpański działacz Akcji Katolickiej, męczennik, błogosławiony (ur. 1898)
- 1937:
  - Osyp Bukszowanyj, ukraiński major (ur. 1890)
  - Lew (Czeriepanow), rosyjski biskup prawosławny (ur. 1888)
  - Ałłajar Dosnazarow, radziecki polityk (ur. 1896)
  - Ihnat Dwarczanin, białoruski działacz narodowy, pisarz, tłumacz, polityk, poseł na Sejm RP (ur. 1895)
  - Pawieł Fłorienski, rosyjski duchowny i teolog prawosławny, filozof, esteta, biolog, fizyk, elektrotechnik, chemik, matematyk, wynalazca, poliglota, poeta (ur. 1882)
  - Józef Gawrylik, białoruski polityk, poseł na Sejm RP (ur. 1893)
  - Patrik Haglund, szwedzki chirurg, ortopeda (ur. 1870)
  - Serafin (Ostroumow), rosyjski biskup prawosławny, święty nowomęczennik (ur. 1880)
  - Geo Szkurupij, ukraiński pisarz, futurysta (ur. 1903)
- 1938:
  - Ludwik Garyga, polski porucznik (ur. 1901)
  - Karol Koziołek, polski duchowny katolicki, działacz narodowy na Śląsku Cieszyńskim (ur. 1856)
- 1939:
  - Robert De Veen, belgijski piłkarz, trener (ur. 1886)
  - Alfons Górnik, polski prawnik, polityk, prezydent Katowic (ur. 1886)
  - Jean Grave, francuski teoretyk anarchokomunizmu (ur. 1854)
- 1940:
  - Stefan Inis, polski rotmistrz (ur. 1898)
  - Edward Krasiński, polski hrabia, działacz społeczny, pamiętnikarz (ur. 1870)
- 1941:
  - Raven von Barnekow, niemiecki pilot wojskowy, as myśliwski (ur. 1897)
  - Szymon Dubnow, żydowski historyk, pisarz, działacz polityczny (ur. 1860)
  - Michał Eliaszow, żydowski prawnik, dziennikarz (ur. 1900)
  - Antoni Kiewnarski, polski generał brygady (ur. 1867)
- 1942:
  - Ragnar Gripe, szwedzki żeglarz sportowy (ur. 1883)
  - Eitel Fryderyk Hohenzollern, niemiecki książę (ur. 1883)
  - Leopold Janikowski, polski meteorolog, etnograf, podróżnik (ur. 1855)
  - Stanisław Kunicki, polski inżynier, wykładowca akademicki (ur. 1859)
  - Aleksandr Nikolski, rosyjski zoolog, wykładowca akademicki (ur. 1858)
  - Wacław Zaorski, polski ichtiolog, kapitan artylerii, cichociemny (ur. 1908)
- 1943 – Piotr Drzewiecki, polski inżynier, polityk, prezydent Warszawy (ur. 1865)
- 1944:
  - Helene Gotthold, niemiecka ofiara nazizmu, członkini wyznania Świadków Jehowy (ur. 1896)
  - János Kiss, węgierski generał (ur. 1883)
  - Michał Pilipiec, polski duchowny katolicki, kapelan AK (ur. 1912)
- 1945:
  - Giuseppe Mazzoli, włoski duchowny katolicki, arcybiskup, dyplomata papieski (ur. 1886)
  - Felipe Joaquín Oláiz y Zabalza, hiszpański duchowny katolicki, misjonarz, wikariusz apostolski Guamu (ur. 1872)
  - Aleksandr Siloti, rosyjski pianista, kompozytor, dyrygent (ur. 1863)
- 1947:
  - Alfred Henrici, polski ziemianin, samorządowiec, burmistrz Nieświeża (ur. 1881)
  - Franciszka Koraszewska, polska działaczka narodowa, społeczna i kobieca (ur. 1868)
- 1948 – Matthew Charlton, australijski polityk (ur. 1866)
- 1950 – Piotr Śledziewski, polski duchowny katolicki, filozof, fotograf (ur. 1884)
- 1951 – Jan Chodzidło, polski duchowny katolicki, werbista (ur. 1902)
- 1952:
  - Jakow Andriuszyn, radziecki pilot wojskowy (ur. 1906)
  - Charles Lightoller, brytyjski marynarz, drugi oficer na „Titanicu” (ur. 1874)
- 1953:
  - Marija Andriejewa, rosyjska aktorka, działaczka polityczna (ur. 1868)
  - Jean-Joseph Renaud, francuski szermierz, sędzia szermierki, pisarz, dziennikarz (ur. 1873)
- 1954:
  - Gladys George, amerykańska aktorka (ur. 1904)
  - Harold Rayner, amerykański szermierz (ur. 1888)
  - Stanisław Zdyb, polski taternik, fotograf, ratownik górski (ur. 1884)
- 1955:
  - Pranas Jodelė, litewski chemik, wykładowca akademicki (ur. 1871)
  - Paul van Kempen, holenderski dyrygent (ur. 1893)
  - Otto Kühne, niemiecki komunista, antynazista, bojownik francuskiego ruchu oporu (ur. 1893)
  - Hermann Weyl, niemiecki matematyk, fizyk, filozof, wykładowca akademicki (ur. 1885)
- 1956 – Tadeusz Brudnik, polski starszy sierżant (ur. 1896)
- 1957:
  - Grigorij Fiedotow, rosyjski piłkarz (ur. 1916)
  - Joep Packbiers, holenderski łucznik (ur. 1875)
- 1958:
  - Nicolae Petrescu-Comnen, rumuński prawnik, wykładowca akademicki, dyplomata, publicysta, polityk (ur. 1881)
  - Tris Speaker, amerykański baseballista (ur. 1888)
- 1960 – Tan Cheng Lock, malezyjski przedsiębiorca, polityk pochodzenia chińskiego (ur. 1883)
- 1961 – Francis Patrick Keough, amerykański duchowny katolicki, arcybiskup metropolita Baltimore (ur. 1890)
- 1962 – Zofia Mostowska, polska lekarka (ur. 1890)
- 1963 – Sarit Thanarat, tajski dowódca wojskowy, polityk, premier Tajlandii (ur. 1909)
- 1964:
  - Wojciech Rychlewicz, polski dyplomata (ur. 1903)
  - George Worthington, australijski tenisista (ur. 1928)
- 1967:
  - Paul Castanet, francuski lekkoatleta, długodystansowiec (ur. 1880)
  - Jaroslav Stuchlík, czeski psychiatra, psychoanalityk, psycholog, socjolog, botanik, wykładowca akademicki (ur. 1890)
- 1968:
  - Karol Kotula, polski biskup luterański (ur. 1884)
  - Anders Petersen, szwedzki strzelec sportowy (ur. 1876)
- 1969:
  - Fuller Albright, amerykański endokrynolog (ur. 1900)
  - Karl Fiehler, niemiecki funkcjonariusz i polityk nazistowski (ur. 1895)
  - Brunon Gęstwicki, polski malarz (ur. 1882)
- 1970:
  - Abram Alichanow, radziecki fizyk, wykładowca akademicki (ur. 1904)
  - Henryk Barwiński, polski aktor, reżyser, rysownik (ur. 1877)
  - Alberto Buccicardi, chilijski trener piłkarski (ur. 1914)
  - Adam Cuber, polski działacz ruchu robotniczego, dyplomata (ur. 1910)
  - Benno Gut, szwajcarski kardynał (ur. 1897)
  - Iwan Muzyczenko, radziecki generał porucznik (ur. 1901)
- 1971:
  - Marie Collier, australijska śpiewaczka operowa (sopran) (ur. 1927)
  - Ernst Krenkel, radziecki telegrafista, polarnik pochodzenia niemieckiego (ur. 1903)
- 1972:
  - Jack Biggs, australijski żużlowiec (ur. 1922)
  - William Dieterle, amerykański reżyser filmowy (ur. 1893)
- 1974 – Franz Wagner, austriacki piłkarz, trener (ur. 1911)
- 1975 – Plínio Salgado, brazylijski polityk (ur. 1895)
- 1976:
  - Cathy Downs, amerykańska aktorka (ur. 1924)
  - Henryk Jasiczek, polski dziennikarz, poeta, prozaik (ur. 1919)
  - Kazimierz Lisiecki, polski pedagog (ur. 1902)
  - Stefan Słoński, polski architekt, urbanista (ur. 1912)
  - Isidoro Sota, meksykański piłkarz, bramkarz (ur. 1902)
- 1977 – Mieczysław Piotrowski, polski pisarz, satyryk, grafik (ur. 1910)
- 1978:
  - Edith Jacobson, niemiecko-amerykańska psychiatra, psychoanalityk pochodzenia żydowskiego (ur. 1897)
  - Golda Meir, izraelska polityk, premier Izraela (ur. 1898)
- 1979:
  - Nikołaj Gricenko, rosyjski aktor (ur. 1912)
  - Henryk Paszkiewicz, polski historyk, mediewista, wykładowca akademicki (ur. 1897)
  - Sayed Yusuf, indyjski hokeista na trawie (ur. 1895)
- 1980:
  - John Lennon, brytyjski muzyk, kompozytor, wokalista, autor tekstów, członek zespołu The Beatles, aktor, aktywista społeczny (ur. 1940)
  - Wacław Olszak, polski inżynier konstrukcji budowlanych, wykładowca akademicki (ur. 1902)
  - Petar Trifunović, jugosłowiański szachista (ur. 1910)
- 1981:
  - Big Walter Horton, amerykański bluesman (ur. 1917)
  - Ferruccio Parri, włoski partyzant, polityk, premier Włoch (ur. 1890)
  - Jan Suchocki, polski piłkarz, hokeista (ur. 1908)
- 1982:
  - Bertus de Harder, holenderski piłkarz (ur. 1920)
  - Chajjim Laskow, izraelski generał porucznik (ur. 1919)
  - Marty Robbins, amerykański aktor, muzyk, kompozytor, kierowca wyścigowy (ur. 1925)
  - Grzegorz Wojciechowski, polski działacz komunistyczny, polityk, poseł na Sejm PRL (ur. 1898)
- 1983:
  - Choi Chung-min, południowokoreański piłkarz, trener (ur. 1930)
  - Keith Holyoake, nowozelandzki polityk, premier Nowej Zelandii (ur. 1904)
  - Slim Pickens, amerykański aktor, zawodnik rodeo (ur. 1919)
- 1984:
  - Luther Adler, amerykański aktor pochodzenia żydowskiego (ur. 1903)
  - Władimir Czełomiej, ukraiński inżynier, konstruktor (ur. 1914)
  - Nicholas Dingley, brytyjski perkusista, członek zespołu Hanoi Rocks (ur. 1960)
  - Nikołaj Emanuel, rosyjski chemik, wykładowca akademicki (ur. 1915)
- 1985 – Johnny Wilson, amerykański bokser (ur. 1893)
- 1986 – Anatolij Marczenko, rosyjski pisarz, dysydent (ur. 1938)
- 1987:
  - Marcos Calderón, peruwiański piłkarz, trener (ur. 1928)
  - José González, peruwiański piłkarz, bramkarz (ur. 1954)
- 1988:
  - Andrzej Kowerski, polski podporucznik rezerwy kawalerii, agent brytyjskiej tajnej służby SOE (ur. 1912)
  - Hellmuth Reymann, niemiecki generał porucznik (ur. 1892)
  - Eugeniusz Rybka, polski astronom, wykładowca akademicki (ur. 1898)
  - Ulanhu, chiński wojskowy, polityk pochodzenia mongolskiego (ur. 1906)
- 1989:
  - Szymon Datner, polski historyk pochodzenia żydowskiego (ur. 1902)
  - Zofia Dembińska, polska polonistka, nauczycielka, wiceminister oświaty, poseł do KRN i na Sejm PRL (ur. 1905)
  - Max Grundig, niemiecki przemysłowiec (ur. 1908)
  - Hans Hartung, niemiecko-francuski malarz, grafik (ur. 1904)
  - Mykoła Liwycki, ukraiński dziennikarz, działacz społeczny, polityk, prezydent Ukraińskiej Republiki Ludowej na emigracji (ur. 1907)
  - Wsiewołod Stoletow, radziecki pedagog, polityk (ur. 1907)
- 1990:
  - Tadeusz Kantor, polski reżyser teatralny, plastyk (ur. 1915)
  - Boris Kochno, rosyjski poeta, tancerz, librecista (ur. 1904)
  - Martin Ritt, amerykański reżyser filmowy (ur. 1914)
- 1991:
  - Kazimierz Boratyński, polski chemik, gleboznawca, wykładowca akademicki (ur. 1906)
  - Judith Hart, brytyjski polityk (ur. 1924)
  - Fiodor Konstantinow, radziecki dziennikarz, filozof, polityk (ur. 1901)
  - Attila Laták, węgierski zapaśnik (ur. 1945)
- 1992:
  - Frithjof Prydz, norweski skoczek narciarski, tenisista (ur. 1943)
  - Edmund Zieliński, polski hokeista (ur. 1909)
- 1993:
  - Jewgienij Minajew, rosyjski sztangista (ur. 1933)
  - Mieczysław Wilczewski, polski kolarz szosowy (ur. 1932)
- 1994:
  - Max Bill, szwajcarski rzeźbiarz, architekt (ur. 1908)
  - Líster Forján, hiszpański generał, polityk komunistyczny (ur. 1907)
  - Antônio Carlos Jobim, brazylijski kompozytor (ur. 1927)
  - Kazimierz Marczyński, polski porucznik (ur. 1899)
- 1995:
  - George J. Lewis, amerykański aktor pochodzenia meksykańskiego (ur. 1903)
  - Maino Neri, włoski piłkarz, trener (ur. 1924)
- 1996:
  - Rolf Blomberg, szwedzki przyrodnik, podróżnik, pisarz, fotograf, producent filmów dokumentalnych (ur. 1912)
  - José Luis González, portorykański pisarz (ur. 1926)
  - Howard E. Rollins Jr., amerykański aktor (ur. 1950)
  - Marin Sorescu, rumuński poeta, dramaturg, prozaik, eseista (ur. 1936)
- 1997:
  - Robert Göbl, austriacki historyk, numizmatyk, wykładowca akademicki (ur. 1919)
  - Wanda Jarmołowicz-Podniesińska, polska polityk, poseł na Sejm PRL (ur. 1919)
  - Carlos Rafael Rodríguez, kubański prawnik, dziennikarz, polityk (ur. 1913)
  - Laurean Rugambwa, tanzański duchowny katolicki, arcybiskup Dar es Salaam, kardynał (ur. 1912)
  - Janusz Sykutera, polski aktor (ur. 1931)
- 1998:
  - Michael Craze, brytyjski aktor (ur. 1942)
  - Andrzej Gwiżdż, polski prawnik, wykładowca akademicki (ur. 1923)
  - Xaver Strauss, niemiecki funkcjonariusz i zbrodniarz nazistowski (ur. 1910)
- 1999:
  - Ryszard Dyrak, polski inżynier budownictwa, polityk, poseł na Sejm kontraktowy (ur. 1950)
  - Péter Kuczka, węgierski pisarz (ur. 1923)
  - Toninho, brazylijski piłkarz (ur. 1948)
- 2000:
  - Julian Dixon, amerykański polityk (ur. 1934)
  - Ionatana Ionatana, tuwalski polityk, premier Tuvalu (ur. 1938)
- 2001:
  - Agha Shahid Ali, indyjski poeta, krytyk literacki (ur. 1949)
  - Mirza Delibašić, bośniacki koszykarz, trener (ur. 1954)
- 2002:
  - Ziuta Buczyńska, polska tancerka (ur. 1910)
  - Czesław Gładkowski, polski kontrabasista, kompozytor, aranżer, publicysta muzyczny, pedagog (ur. 1940)
  - Janusz Miller, polski piłkarz (ur. 1963)
  - Grażyna Rutowska, polska dziennikarka, fotografka (ur. 1946)
- 2003:
  - Rubén González, kubański pianista, członek zespołu Buena Vista Social Club (ur. 1919)
  - Andrzej Wierciński, polski antropolog, religioznawca, etnolog, kabalista (ur. 1930)
- 2004:
  - Dimebag Darrell, amerykański gitarzysta, członek zespołów: Pantera i Damageplan (ur. 1966)
  - Noel Mills, nowozelandzki wioślarz (ur. 1944)
  - Leslie Scarman, brytyjski arystokrata, polityk (ur. 1911)
  - Həsən Seyidov, radziecki i azerski polityk (ur. 1932)
  - Nicolas Roland Payen, francuski konstruktor lotniczy (ur. 1914)
- 2005:
  - Jacques Hogewoning, holenderski działacz sportowy (ur. 1923)
  - Leo Scheffczyk, niemiecki kardynał, teolog (ur. 1920)
- 2006:
  - Mosze Bernstein, izraelski malarz, ilustrator, poeta (ur. 1920)
  - Colin Figures, brytyjski oficer służb specjalnych (ur. 1925)
  - Francesco Rosetta, włoski piłkarz (ur. 1922)
- 2007:
  - Wacław Karłowicz, polski duchowny katolicki (ur. 1907)
  - Ryszard Schramm, polski biolog, taternik, podróżnik (ur. 1920)
- 2008:
  - Manzoor Hussain Atif, pakistański hokeista na trawie (ur. 1928)
  - Flurin Caviezel, szwajcarski pisarz (ur. 1934)
  - Kerryn McCann, australijska lekkoatletka, biegaczka długodystansowa (ur. 1967)
- 2011:
  - Gilbert Adair, brytyjski pisarz (ur. 1944)
  - Zelman Cowen, australijski prawnik, polityk, gubernator generalny Australii (ur. 1919)
- 2012 – Ambrose Madtha, indyjski duchowny katolicki, arcybiskup, nuncjusz apostolski (ur. 1955)
- 2013:
  - John Warcup Cornforth, australijski chemik, laureat Nagrody Nobla (ur. 1917)
  - Jacek Ejsmond, polski dziennikarz, socjolog, wykładowca akademicki, pisarz (ur. 1937)
- 2014:
  - Kazimierz Janusz, polski działacz opozycji antykomunistycznej (ur. 1925)
  - Jerzy Koralewski, polski inżynier, polityk, poseł na Sejm RP (ur. 1939)
  - Jan Laskowski, polski operator filmowy, reżyser filmów animowanych (ur. 1928)
  - Giuseppe Mango, włoski piosenkarz, autor tekstów, muzyk (ur. 1954)
  - Knut Nystedt, norweski kompozytor, dyrygent i organista (ur. 1915)
  - Elmārs Zemgalis, łotewski szachista (ur. 1923)
- 2015:
  - Alan Hodgkinson, angielski piłkarz (ur. 1936)
  - Janusz Odrowąż-Pieniążek, polski pisarz, historyk literatury, muzeolog (ur. 1931)
  - John Trudell, amerykański działacz społeczno-polityczny, poeta, prozaik, muzyk, aktor (ur. 1946)
- 2016:
  - Valdon Dowiyogo, nauruański działacz sportowy, polityk (ur. 1968)
  - John Glenn, amerykański pilot wojskowy, astronauta, polityk (ur. 1921)
  - Lélis Lara, brazylijski duchowny katolicki, biskup Itabira-Fabriciano (ur. 1925)
- 2017:
  - Carlos María Franzini, argentyński duchowny katolicki, arcybiskup Mendozy (ur. 1951)
  - Janusz Grzyb, polski nauczyciel, samorządowiec, wójt gminy Nadarzyn (ur. 1962)
- 2018:
  - Ludmiła Aleksiejewa, rosyjska dysydentka, obrończyni praw człowieka (ur. 1927)
  - Jolanta Szczypińska, polska pielęgniarka, polityk, poseł na Sejm RP (ur. 1957)
- 2019:
  - René Auberjonois, amerykański aktor (ur. 1940)
  - Elżbieta Święcicka, polska aktorka (ur. 1922)
  - Henryk Troszczyński, polski porucznik, żołnierz AK, uczestnik powstania warszawskiego (ur. 1923)
  - Paul Volcker, amerykański ekonomista (ur. 1927)
  - Zvonimir Vujin, serbski bokser (ur. 1943)
  - Juice Wrld, amerykański raper (ur. 1998)
- 2020:
  - Harold Budd, amerykański muzyk awangardowy, poeta (ur. 1936)
  - Asłanbek Fidarow, ukraiński zapaśnik (ur. 1973)
  - Raffaele Pinto, włoski kierowca rajdowy (ur. 1945)
  - Alejandro Sabella, argentyński piłkarz, trener (ur. 1954)
  - Kurt Stettler, szwajcarski piłkarz (ur. 1932)
  - Jewgienij Szaposznikow, rosyjski dowódca wojskowy, marszałek lotnictwa, przedsiębiorca (ur. 1942)
- 2021:
  - Sylwester Chęciński, polski reżyser i scenarzysta filmowy (ur. 1930)
  - Antoni Gucwiński, polski doktor weterynarii, inżynier zootechnik, twórca programów telewizyjnych (ur. 1932)
  - Ihor Hamuła, ukraiński piłkarz, trener (ur. 1960)
  - Susana Higuchi, peruwiańska polityk, pierwsza dama (ur. 1950)
  - Lars Høgh, duński piłkarz (ur. 1959)
  - Jan Józwik, polski łyżwiarz szybki (ur. 1952)
  - Alfredo Moreno, argentyński piłkarz (ur. 1980)
  - Robbie Shakespeare, jamajski basista, producent muzyczny (ur. 1953)
  - Andrzej Zieliński, polski lekkoatleta, sprinter (ur. 1936)
- 2022:
  - Rostam Ghasemi, irański generał brygady, polityk, minister ropy naftowej (ur. 1964)
  - Aldona Gustas, niemiecka pisarka, poetka, malarka (ur. 1932)
  - Miodrag Ješić, serbski piłkarz, trener (ur. 1958)
  - Erasmus Desiderius Wandera, ugandyjski duchowny katolicki, biskup Soroti (ur. 1930)
  - David Young, brytyjski przedsiębiorca, polityk, sekretarz stanu ds. handlu i przemysłu oraz zatrudnienia (ur. 1932)
- 2023:
  - Itziar Castro, hiszpańska aktorka (ur. 1977)
  - Jacques Duquesne, belgijski piłkarz (ur. 1940)
  - Jan Janca, polski muzykolog, organista, kompozytor (ur. 1933)
  - Peter-Michael Kolbe, niemiecki wioślarz (ur. 1953)
  - Ryan O’Neal, amerykański aktor (ur. 1941)
- 2024:
  - Şerif Gören, turecki reżyser, scenarzysta i montażysta filmowy (ur. 1944)
  - Mirosław Kurkowski, polski matematyk, informatyk (ur. 1971)
  - Nikos Sarnganis, grecki piłkarz (ur. 1954)
  - Jean Khamsé Vithavong, laotański duchowny katolicki, wikariusz apostolski Wientianu (ur. 1942)